# Христинівка
Христи́нівка — місто в Україні, в Уманському районі Черкаської області, адміністративний центр Христинівської міської громади. Розташоване за 207 км на південний захід від міста Черкаси та за 5 км від автошляху М30. Населення становить понад 10 тисяч осіб (станом на 1 січня 2025 р.).

## Назви
Назва Христинівки походить від однойменної назви залізничної станції Христинівка, побіч з якою у 1891 році виникло початково це залізничне селище. Своєю чергою станцію назвали від назви найближчого до неї села, відомого з 1642 року. На жаль, на місцевому рівні дотепер фіктивною офіційною датою виникнення некритично уважається 1574 рік, через неуважність впровадженою «Історією міст і сіл УРСР». Як підтверджують архівні документи, 1574 роком згадувалась не Христинівка — а Христанівка (нині село Гунча).

## Історія

### Стародавні часи
Територія сучасного міста, як свідчать археологічні знахідки, була заселена ще з IV століття до нашої ери. Поблизу міста виявлено залишки 3 поселень трипільської, 2 — білогрудівської, 2 — зарубинецької та 4 — черняхівської культур.

### Російська імперія
До виникнення залізничної станції Христинівка тут знаходилися звичайні сільські поля, про що згодом згадував уманчанин Петро Курінний: «1888 року тут було відкрите поле й на ньому вирощуватися хліб, трави та паслися корови. Я сам це бачив і мені у голову тоді не приходило, що у майбутньому тут буде такий прогрес».
Введення в експлуатацію залізничних ліній Вапнярка — Христинівка (1889), Козятин I — Умань (1890), Христинівка — Шпола (1891) і залізничного вузла у 1891 році, а також створення оборотного паровозного депо створило важливий транспортний осередок біля села Христинівка. Христинівка стала значним хлібним ринком. Зросло її економічне значення, а це в свою чергу сприяло збільшенню населення. У 1900 році тут проживало 3475 осіб.

### 1917—1941
У другій половині лютого 1918 року село окупували радянські війська, а вже 5 березня воно повернулось під владу Центральної Ради.
13 березня 1919 року село вдруге захопили війська Червоної армії. Тоді ж у Христинівці було створено трудову комуну. До її складу в травні входило близько 200 чоловік з місцевих селян, залізничників, учителів. Рада комуни складалася з агронома, 2 учителів і 2 залізничників. Комунари обробляли 15 десятин землі з колишнього маєтку Терещенка. У вересні 1919 року до села ввійшли війська генерала Денікіна, які утримували владу до 14 січня 1920 року, коли частини 44-ї дивізії Червоної армії знову не захопили її..
З кожним вимушеним відступом регулярних військових частин Української Народної Республіки в тилу противника залишались діючи повстанські загони. Загалом на Уманщині, у різних її районах, але без чіткого розмежування діяли отамани Петро Дерещук, Дмитро Цвітковський, Ананій Волинець. У перших числах січня 1921 року, під час партизанського протибільшовицького рейду Армії УНР під керівництвом отамана Андрія Гулого-Гуленка (8 листопада 1920 — початок 1921), на відстані близько 5 км на південь від Христинівки, переслідуваний частинами Червоної армії відділ полковника Сірка потрапив у оточення. У ході загалом вдалого прориву важко поранено А. Гулого-Гуленка. За свідченням учасника походу, автора спогадів «Рейд генерала Гулого-Гуленка», сотника О. Вдовиченка, пораненого отамана перевдягнено у цивільний одяг й на селянських санях укрито горою кожухів (самий бій та прорив відбувалися в умовах сильного морозу й хурделиці: «…Під тиском вітру коні заточувалися немов п'яні. Сухий, зірваний із поля, сніг проникав крізь одіж і колов тіло наче голками»). Перевдягнувся у цивільне також керівник контррозвідки рейдуючої групи сотник Гришний. Повстанці мали фальшиві документи згідно з якими генерал Гулий ставав «лісником», що його поранили «бандити». Як пише О. Вдовиченко, сотник та отаман планували дістатися найближчої цукроварні, де були лікар і амбулаторія, а відтак можливість отримати першу медичну допомогу. Врешті, Гришний та Гулий-Гуленко успішно дісталися річки Дністер і дочекавшись встановлення криги перейшли кордон із Румунією.
З квітня 1923 року Христинівка — районний центр. Восени 1924 року стала до ладу невеличка електростанція, що забезпечувала енергією підприємства і установи. Входить до складу Уманської округи.
У 1927 році Христинівка стала селищем міського типу.
У 1931 році в селищі почали діяти маслоробний завод, нове вагонне депо, а також машинно-тракторна станція. Працювала стаціонарна і 2 пересувні кіноустановки.
У 1937 році побудовано нову електростанцію.
Напередодні Другої світової війни в селищі працювала залізнична лікарня на 25 ліжок, почав діяти стаціонарне відділення районної лікарні. Діяло 2 постійних дитячих ясел, працювала початкова і дві середні школи.

### Німецько-радянська війна (1941—1945)

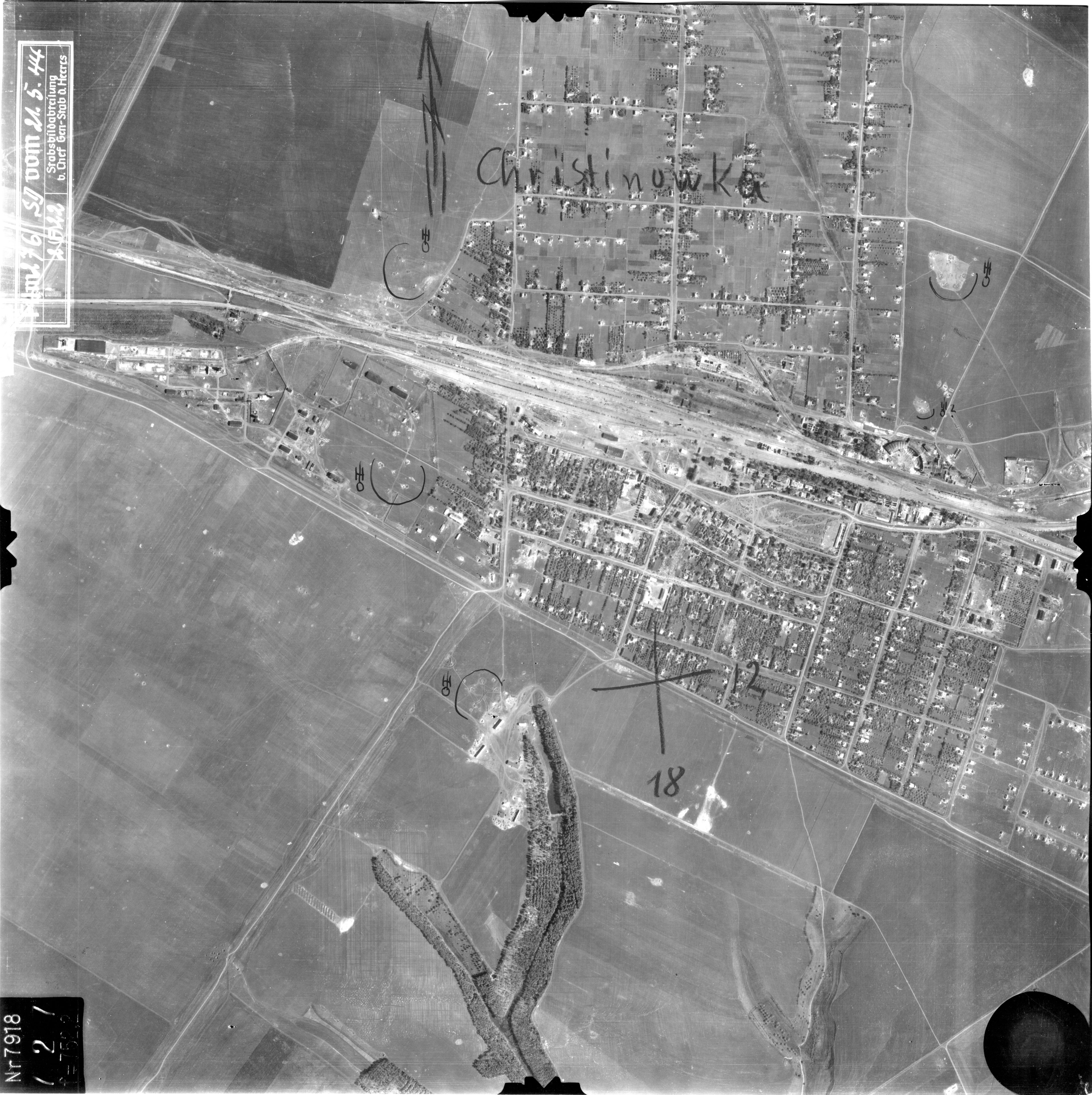
Христинівка 21 травня 1944 року (знімок Luftwaffe)

27 липня 1941 року Христинівку окупували німецькі війська. 9 березня 1944 року бійці стрілецьких дивізій, гвардійської повітряно-десантної дивізії, механізованих бригад, самохідного артилерійського полку 2-го Українського фронту повернули контроль над Христинівкою радянській владі. У війні брали участь понад 600 мешканців селища, близько 200 з них загинули. 30 жовтня 1966 року на їхню честь було відкрито обеліск Слави. 593 осіб радянська влада відзначила бойовими нагородами.

### Післявоєнні часи
У 1954 році закінчено спорудження нового залізничного вокзалу на місці старого, зі збереженням частини архітектурних особливостей колишнього, збудованого на початку XX століття та зруйнованого під час Вітчизняної війни. 1962 року завершено модернізацію та розширення залізничного вузла.
З 1956 року Христинівка набула статусу місто районного значення.
У 1959 році в місті споруджено районний будинок культури.
Станом на 1972 рік у місті працювали 2 лікарні (районна і залізнична), 2 поліклініки, 2 аптеки, 2 середні школи, 10 бібліотек з книжковим фондом 120,5 тисяч книг.

#### У Незалежній Україні
5 березня 2020 року Христинівка набула статусу адміністративного центру Христинівської міської громади Христинівського району.
17 липня 2020 року, в результаті адміністративно-територіальної реформи та ліквідації Христинівського району, місто увійшло до складу Уманського району.

## Населення

### Чисельність
Населення — 18 671 мешканців (2010), 14641 (2014), 9879 мешканців (станом на 1 січня 2022).

### Національний склад
Розподіл населення за національністю за даними перепису 2001 року:
| Національність  | Відсоток |
| --------------- | -------- |
| українці        | 94,86 %  |
| росіяни         | 3,53 %   |
| інші/не вказали | 1,61 %   |

### Мовний склад
Рідна мова населення за даними перепису 2001 року:
| Мова       | Чисельність, осіб | Доля     |
| ---------- | ----------------- | -------- |
| Українська | 11 021            | 95,60 %  |
| Російська  | 402               | 3,49 %   |
| Інше       | 105               | 0,91 %   |
| Разом      | 11 528            | 100,00 % |

## Економіка
- Підприємства для обслуговування залізничного транспорту.
- Асфальтовий, комбікормовий та молочний заводи.
- Завод продтоварів.
- хлібоприймальне підприємство компанії «Alebor Group».
- Хлібопекарня, кондитерська.

## Транспорт
У місті розташована вузлова залізнична станція Христинівка. від станції  відгалужуються залізничні лінії у чотирьох напрямках. Станція здійснює вантажні та пасажирські перевезення у далекому та приміському сполученнях.

## Пам'ятки
- При в'їзді до міста поряд з Обеліском Слави встановлено пам'ятник Івану Ґонті — єдиний у Черкаській області.
- Пам'ятник залізничникам біля залізничного вокзалу станції Христинівка.

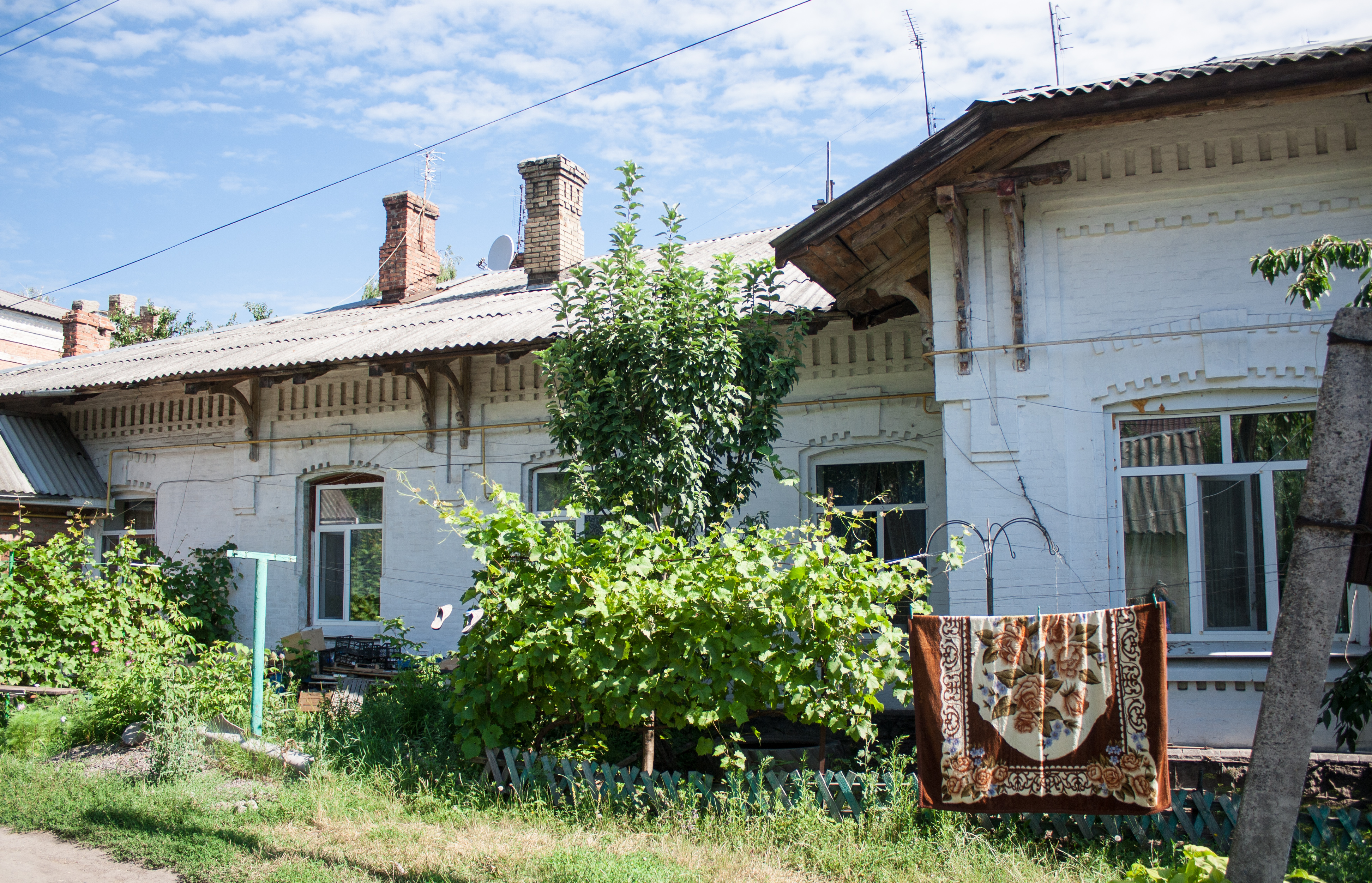
Земська лікарня (1890 р.)
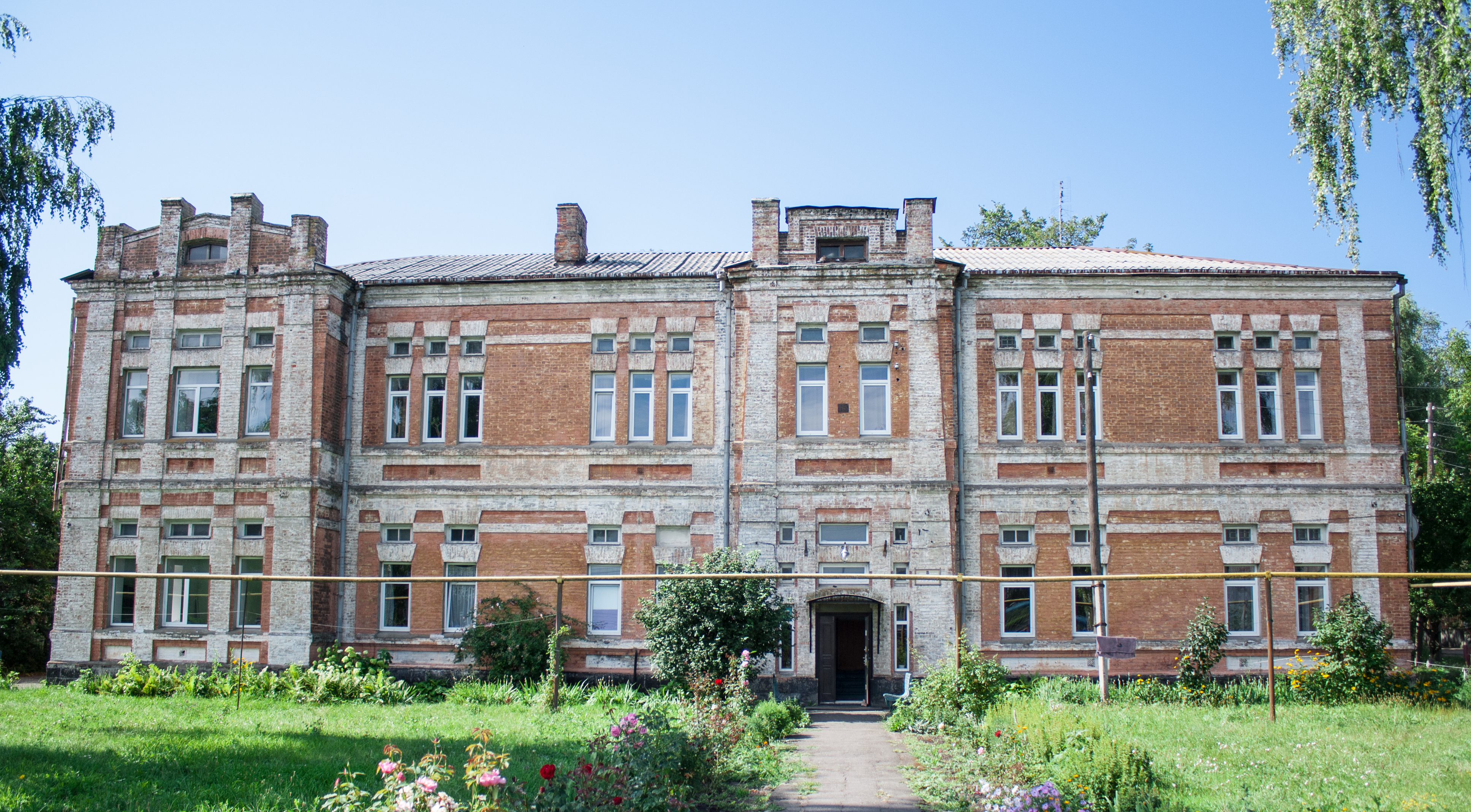
Народне училище (1890 р.)
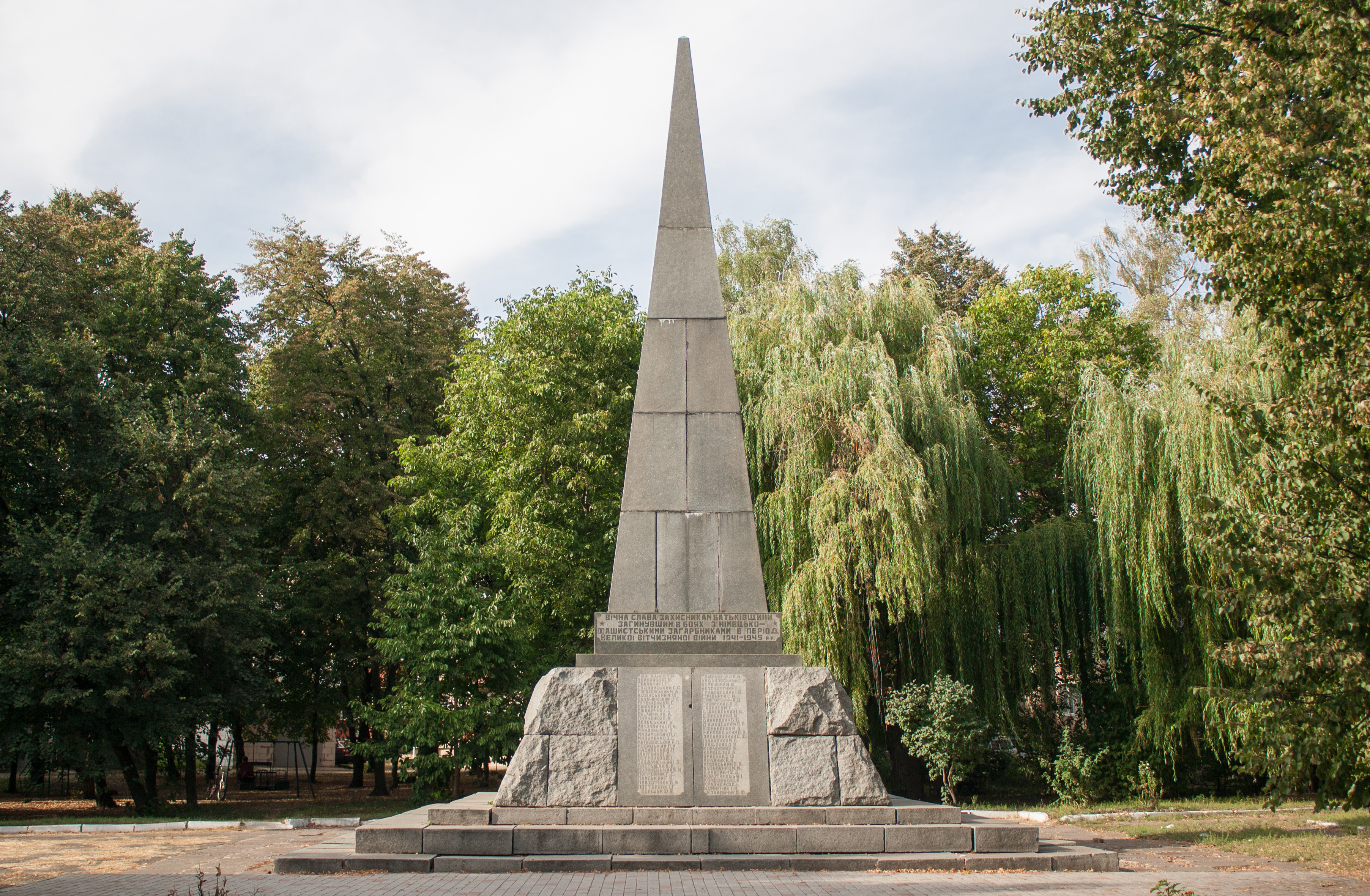
Пам'ятник воїнам-односельцям
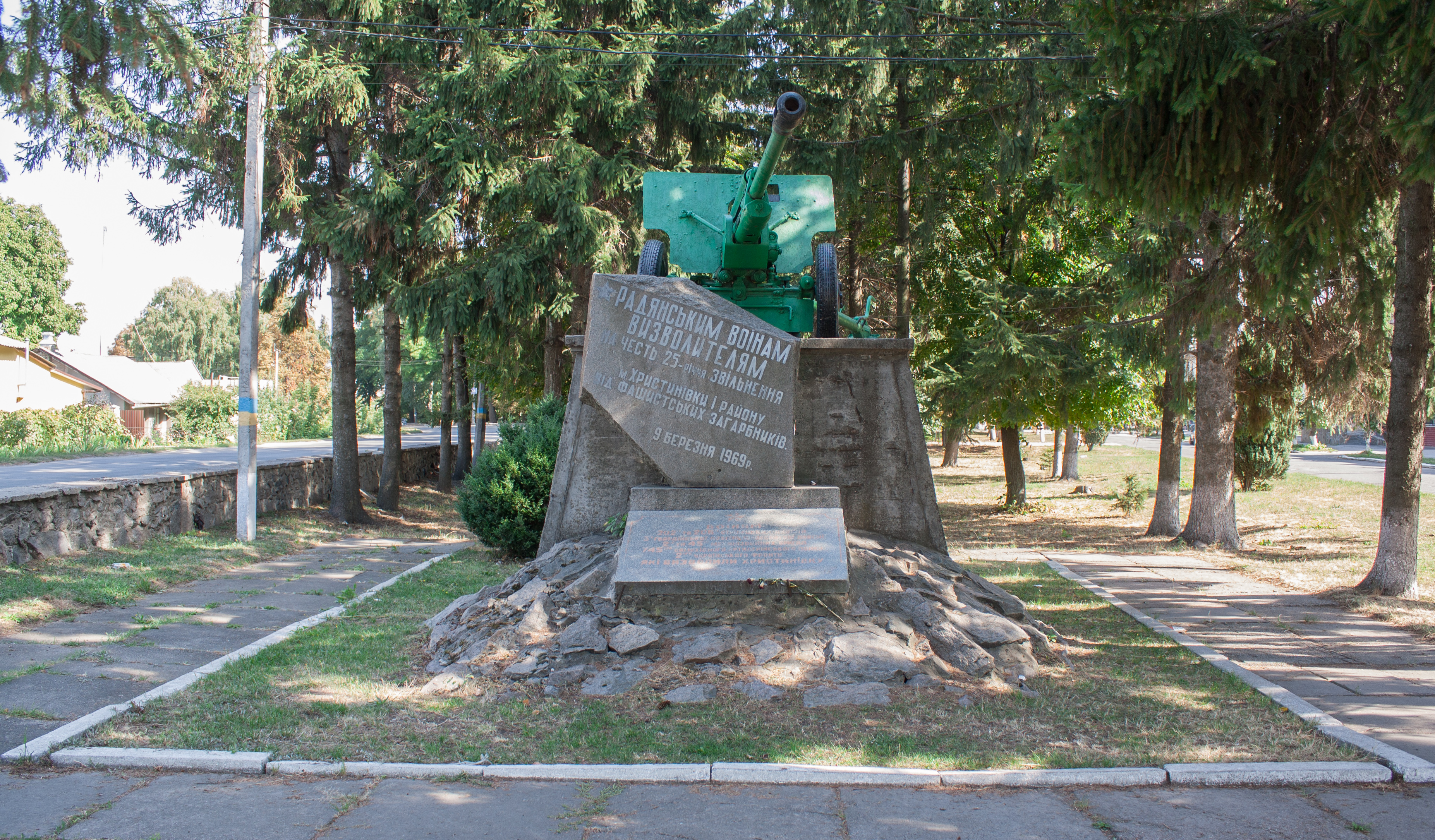
Пам'ятник воїнам-визволителям
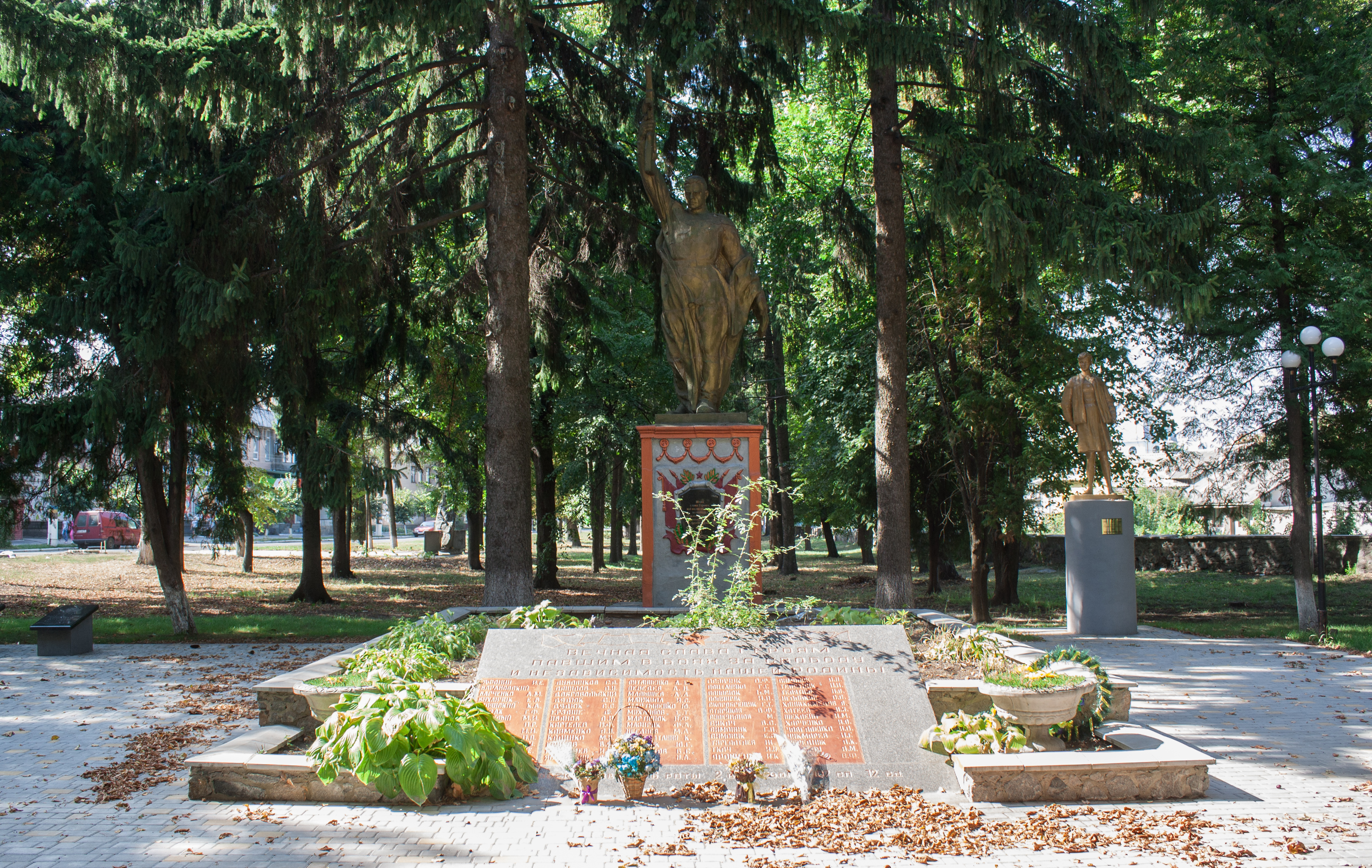
Братська могила односельців та радянських воїнів
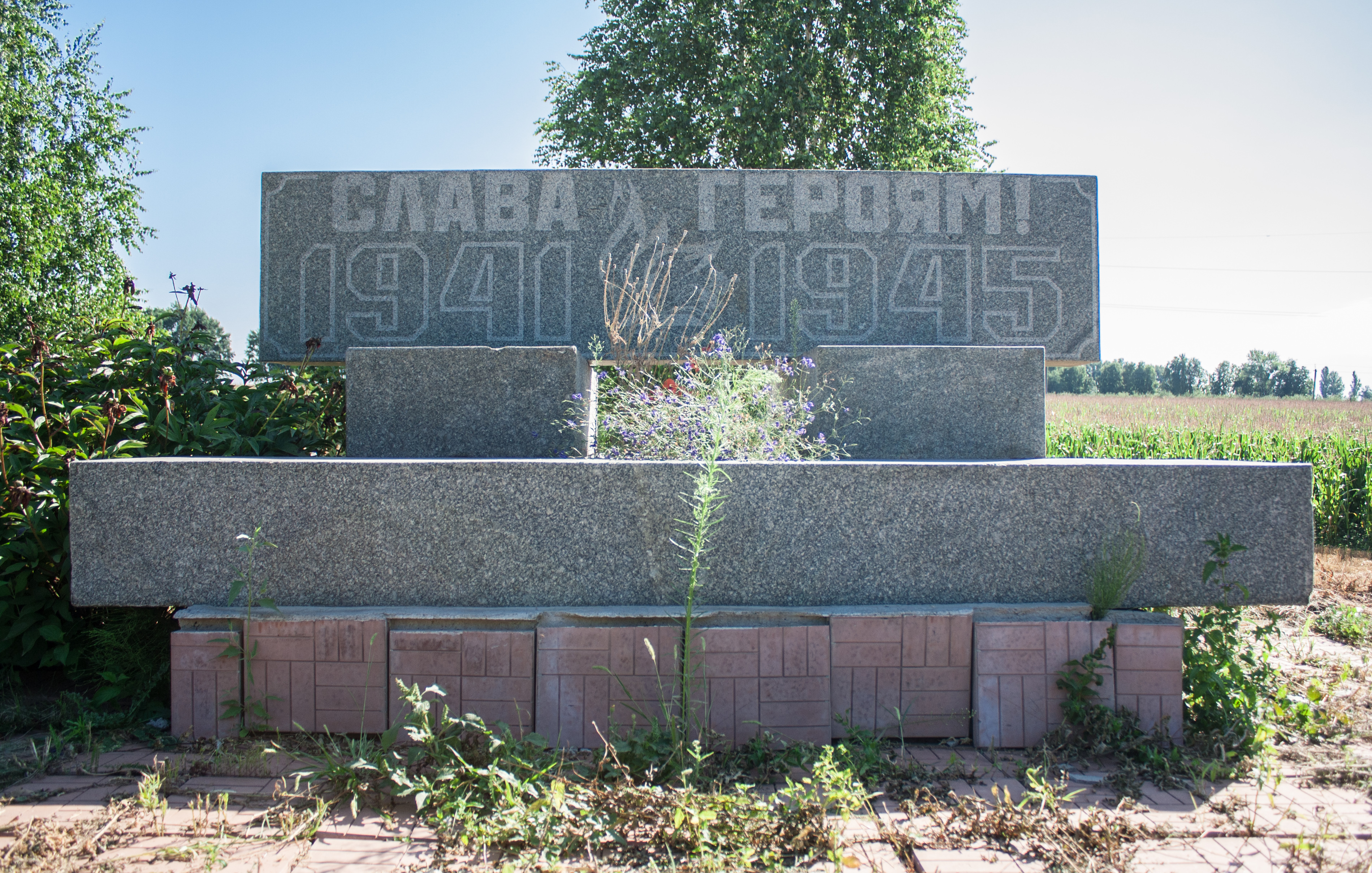
Братська могила радянських воїнів (за водокачкою)
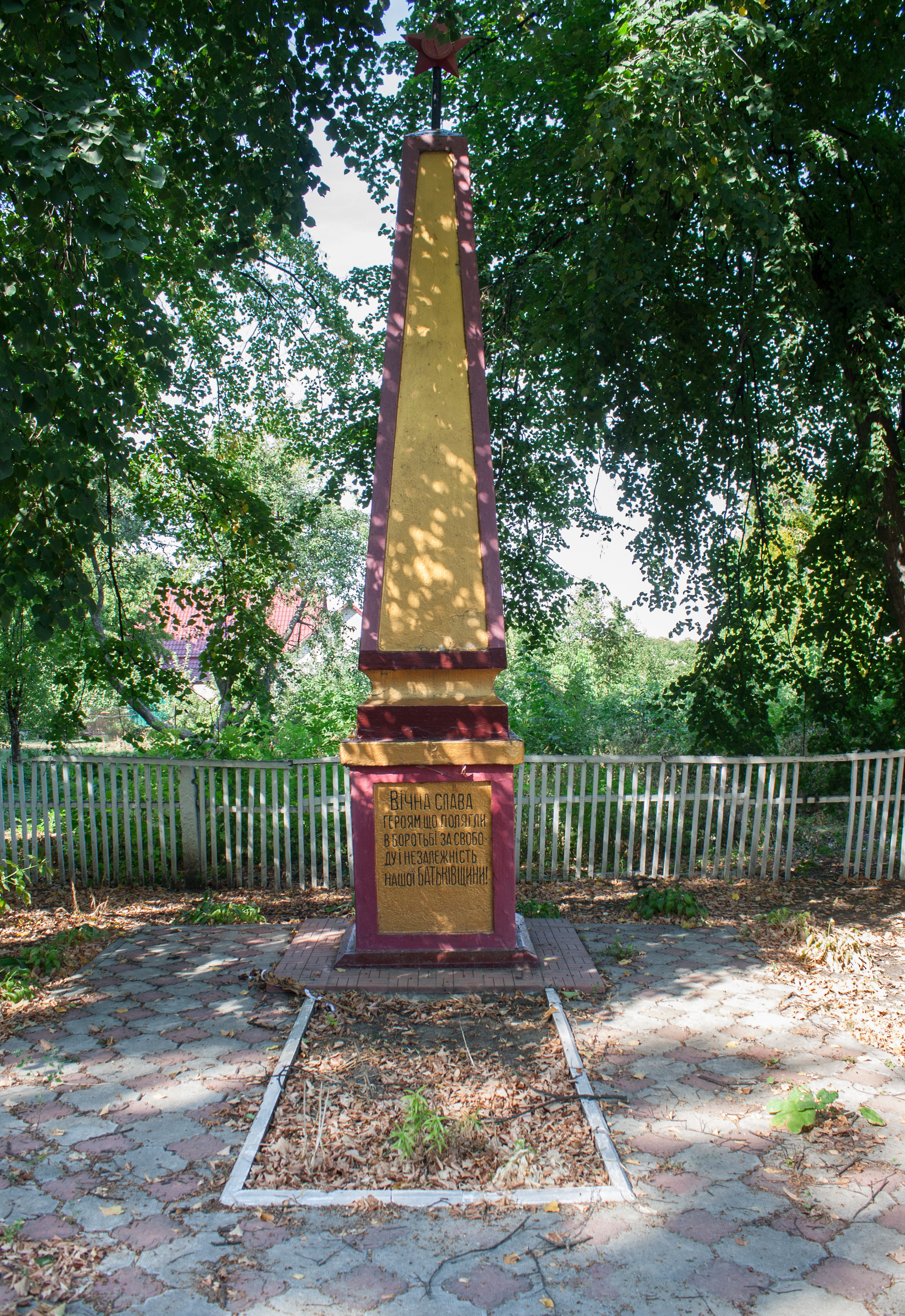
Братська могила радянських воїнів (вул. Терещенка)
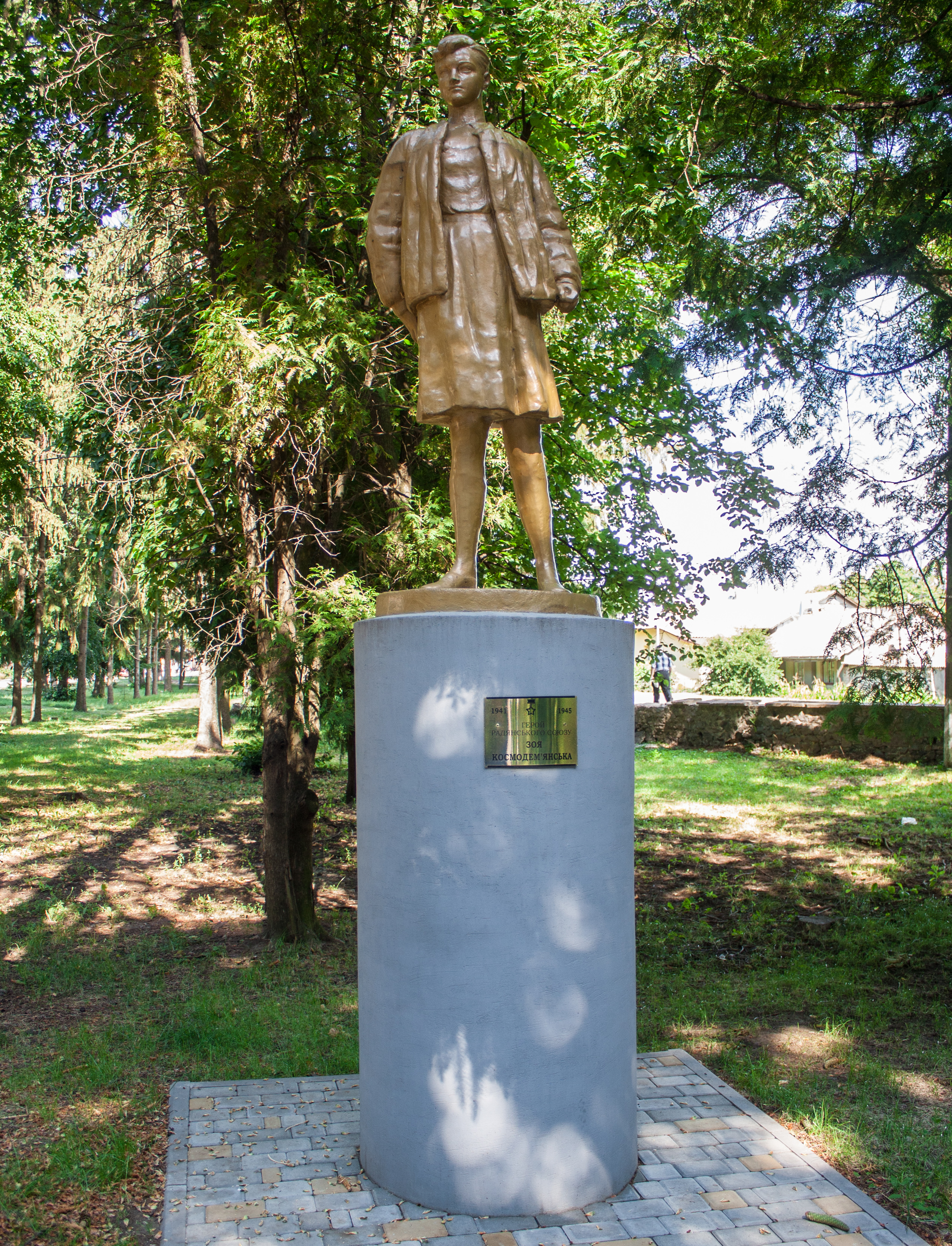
Пам'ятник Зої Космодем'янській
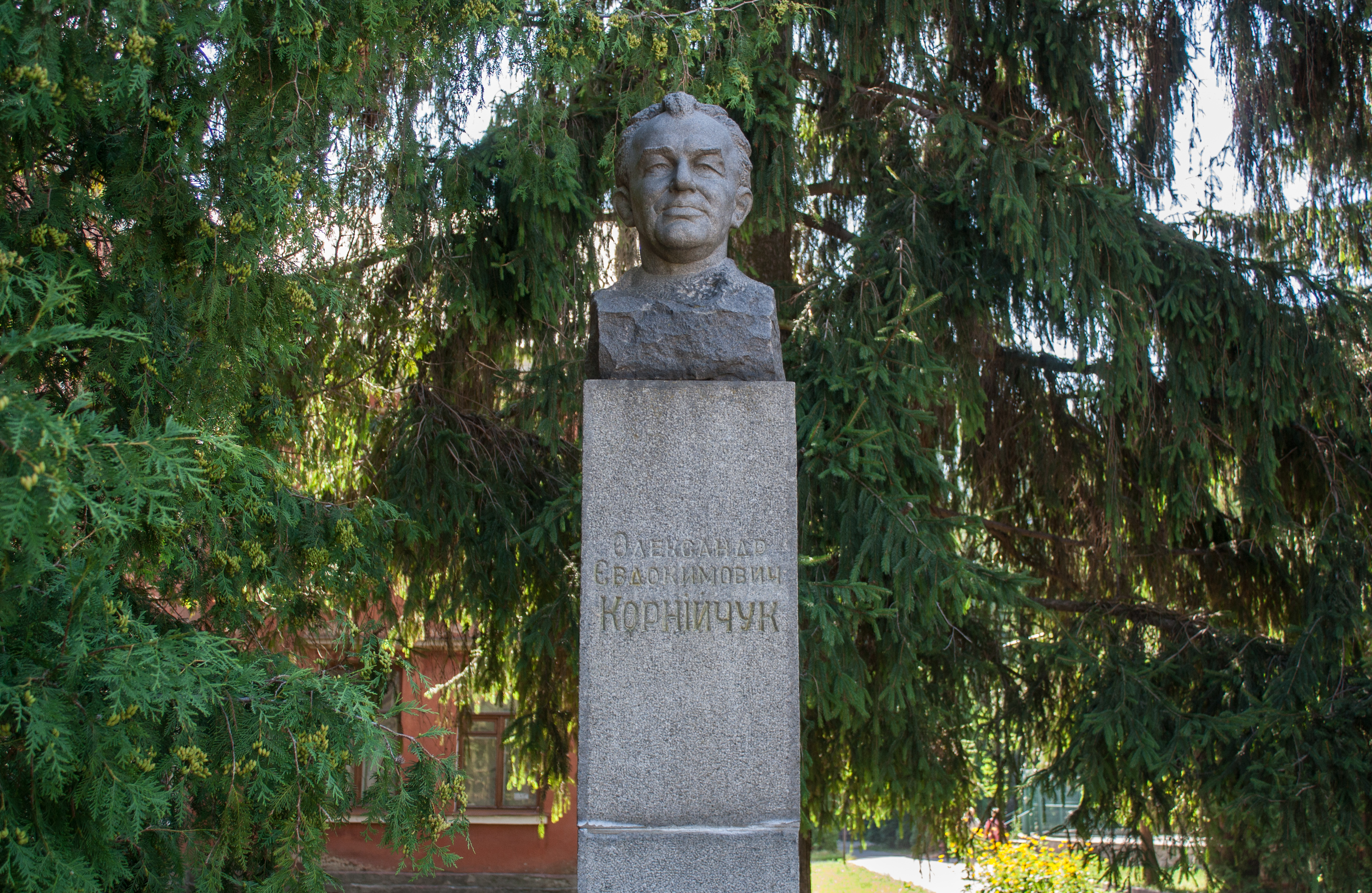
Пам'ятник Олександру Корнійчуку
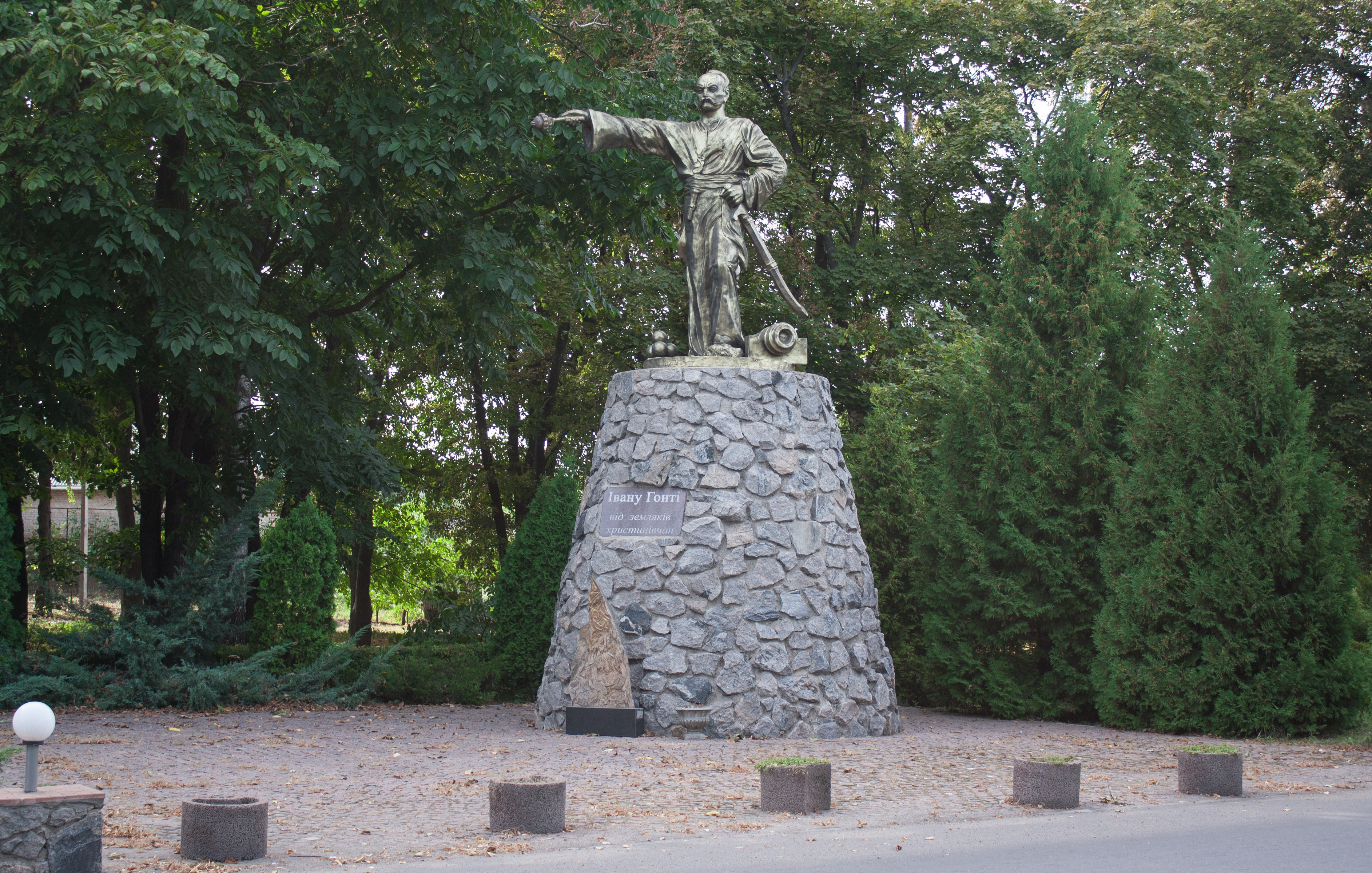
Пам'ятник Івану Ґонті
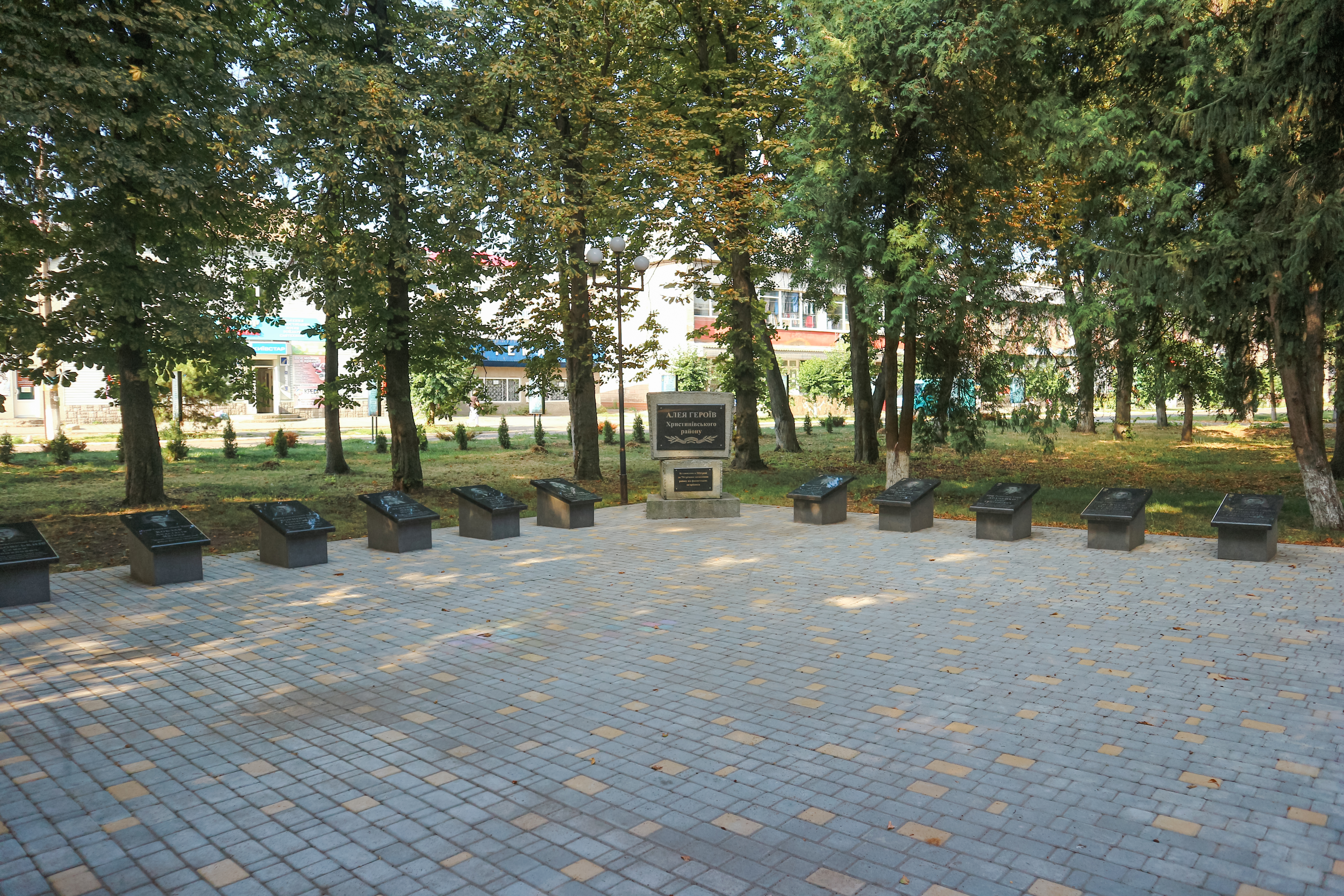
Алея Героїв Христинівського району
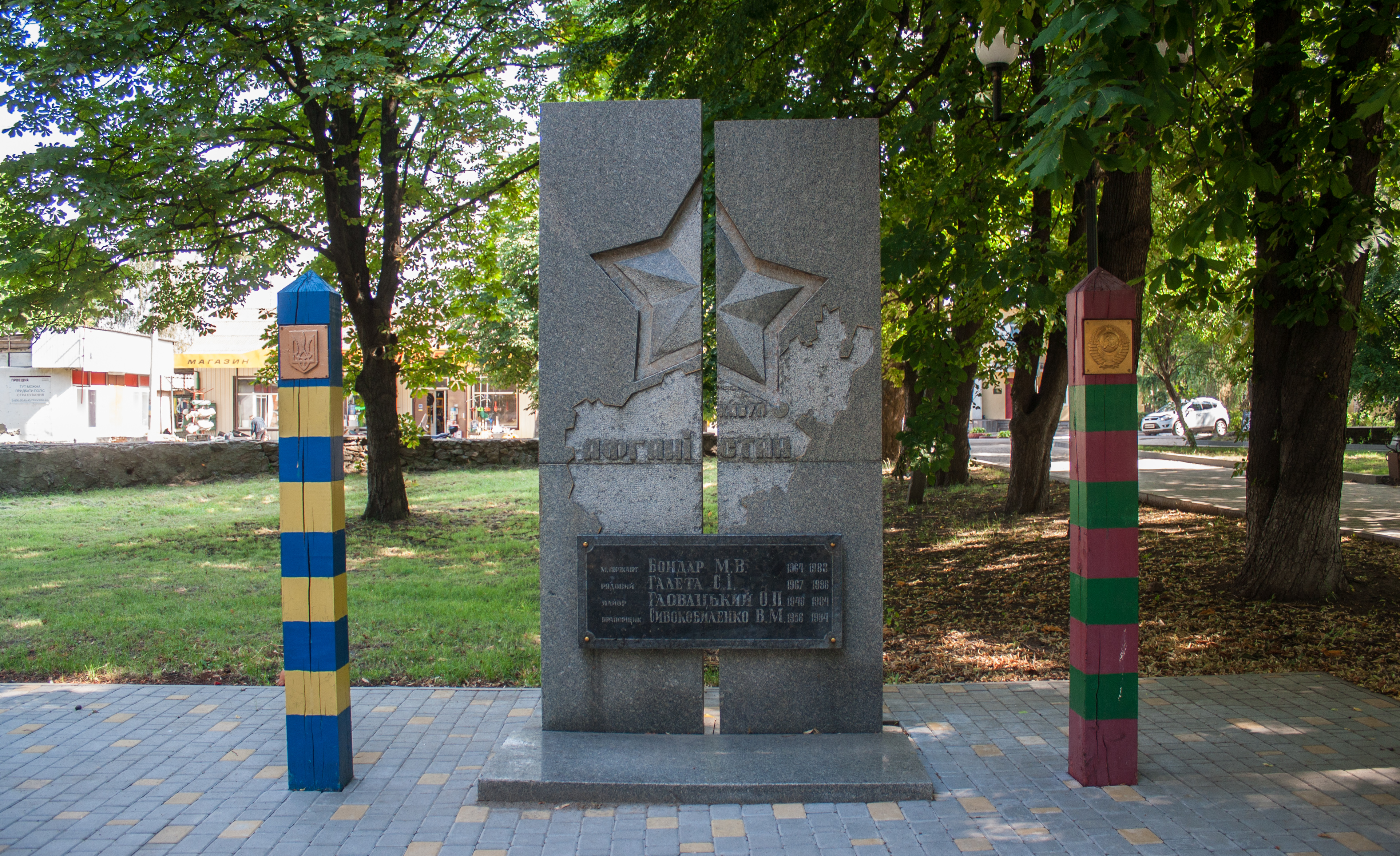
Пам'ятний знак учасникам війни в Афганістані
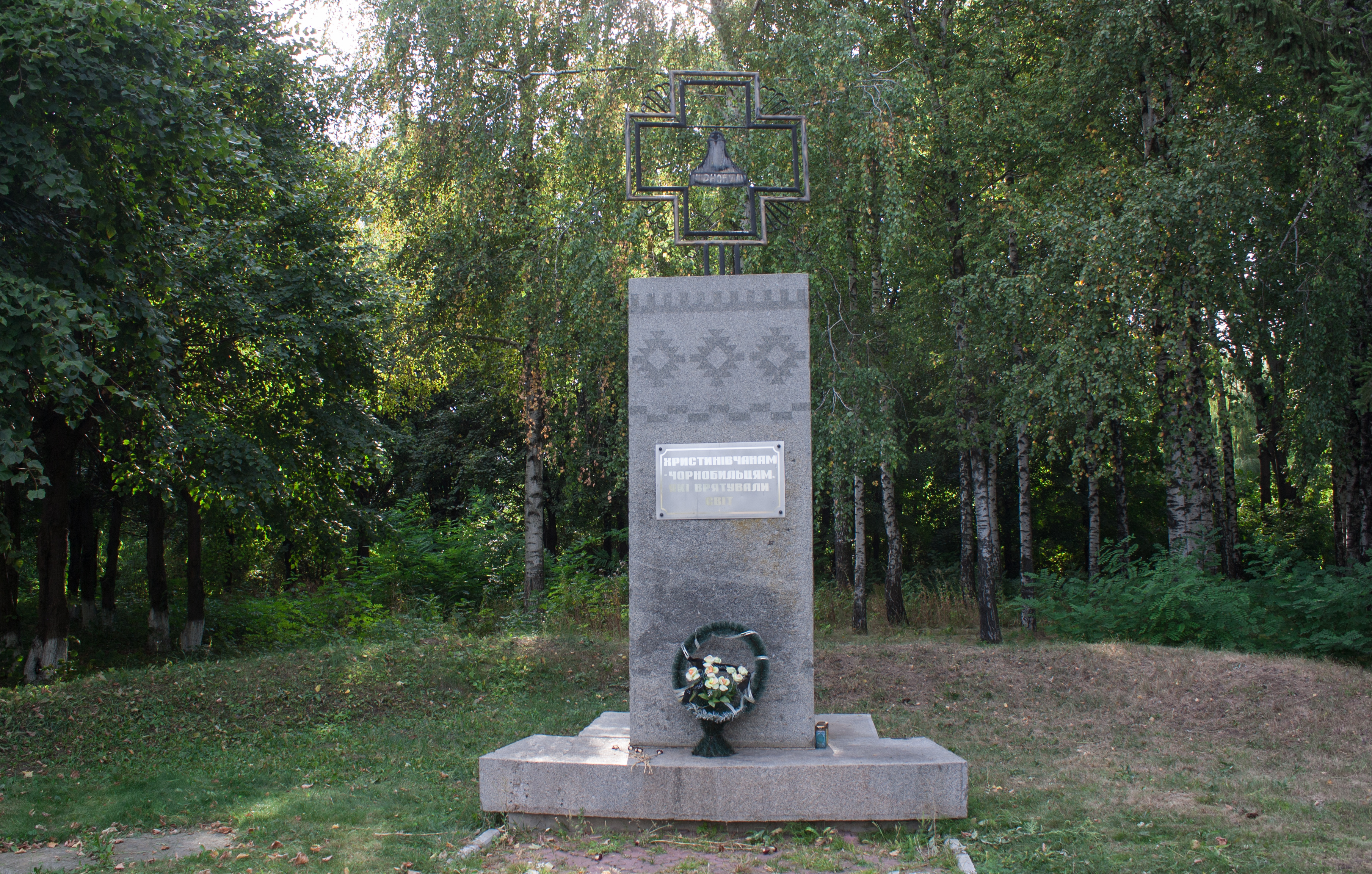
Пам'ятний знак жертвам Чорнобиля
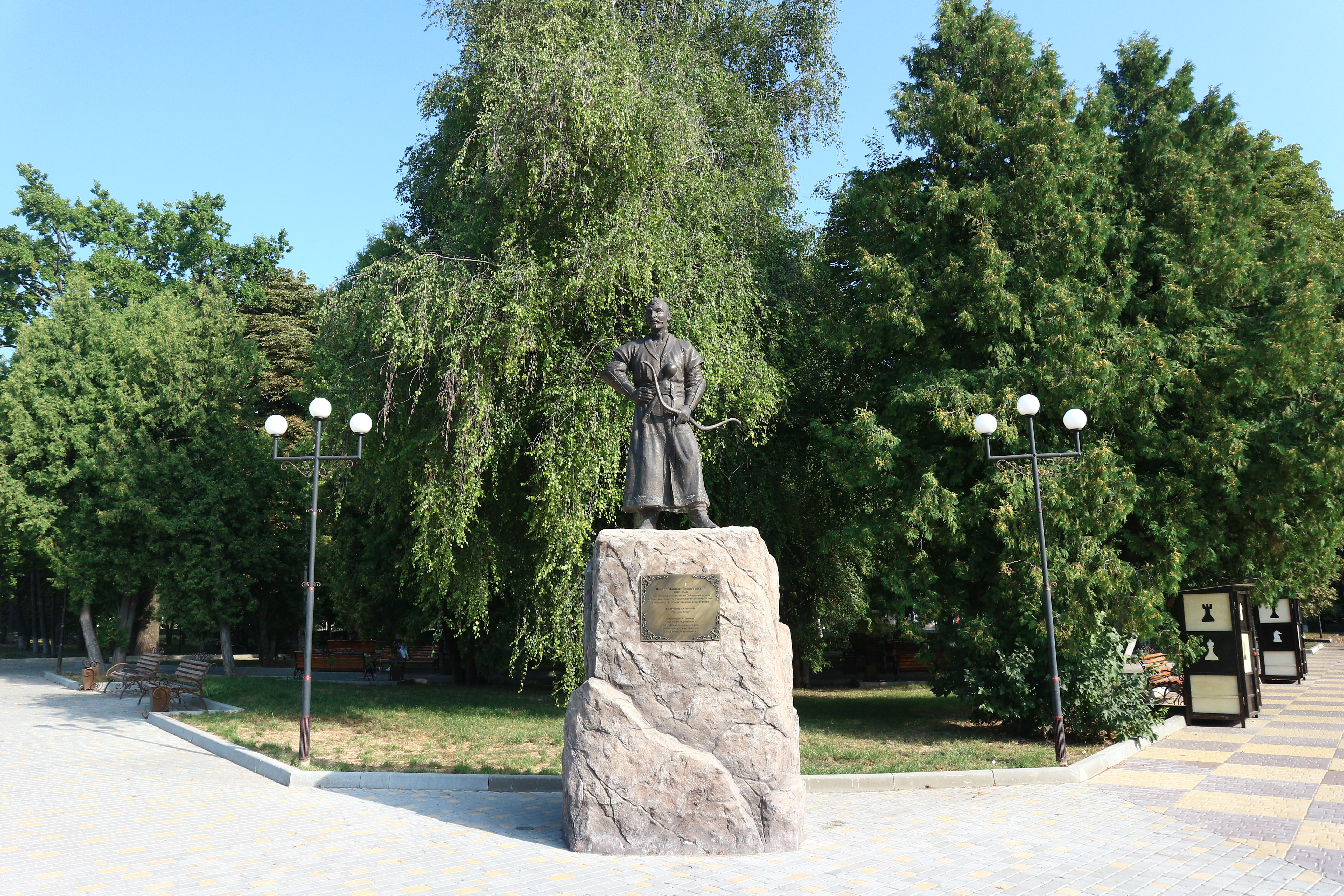
Пам'ятник Байді Вишневецькому
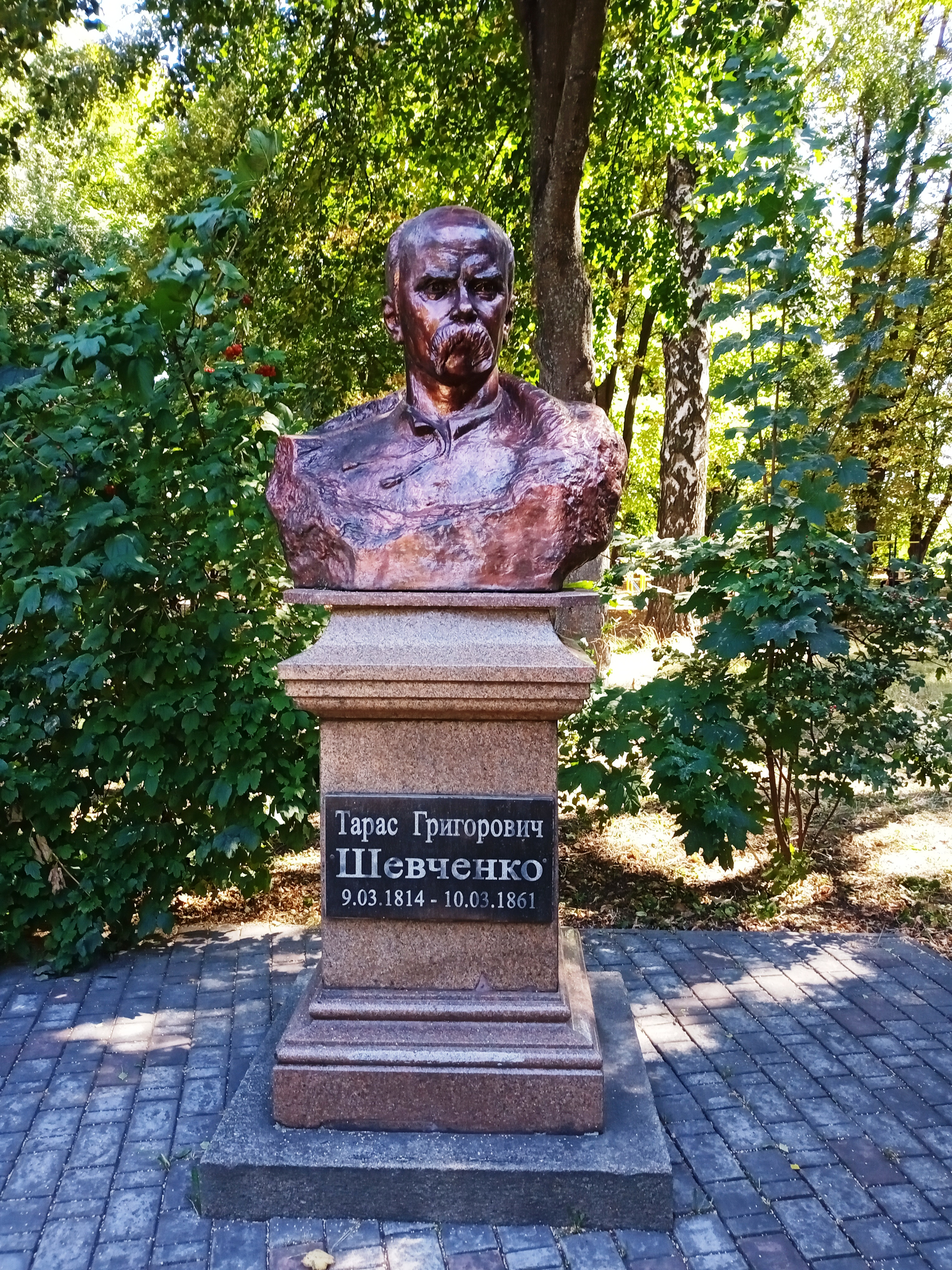
Погруддя Тараса Шевченка

## Освіта
Перші згадки про школу відносяться до середини XIX століття. У 1860 році в селі було відкрито церковно-приходську школу, яка проіснувала до 1894 року. В школі було 3 класи, першим учителем був С. Смажелюк. На жаль, місцезнаходження цієї школи не відоме. 
У 1925 році в селі діяла 4-х класна школа, яка охоплювала майже 48 % дітей шкільного віку (8-15 років), для дорослого населення при школі діяв лікнеп. Після прийняття постанови ЦК ВКП(б) від 25 лютого 1930 року «Про загальне обов'язкове навчання» школа стає семирічною. На фотографії зображений перший випускний 7-й клас 1933 року. На жаль, встановити прізвища всіх випускників не вдалося. На знімку зліва на право перший ряд: четвертий — Наконечнюк Іван Миронович, шостий — Наконечнюк Петро Ананійович; другий ряд: другий — учитель математики Березніцький Микола Васильович, сьома — Підвальна Явдокія Михайлівна, восьмий — Боруля Юхим; третій ряд: перший — Прокопчук Іван Миколайович, другий — Найдюк Лук'ян Тимофійович, третій — Ільченко Яків Климович, шостий — Мазурик Іван Феодосійович.
Далі з року в рік зростала кількість класів: 1937 — 8 клас, 1938 — 9 клас, 1939 — 10 клас, так звана «прогресивка». Школа напередодні війни стає десятирічною. Кількість дітей, які навчалися в школі, постійно зростає — з 210 учнів до 472 (на 1941 рік). Відомі вчителі та директори школи у довоєнний період: Костенко… (викладав російську мову), Герасименко, Бебешко М. Т. (директор 1934—1936 рр.), Рибак Антон Авксентійович (директор 1936—1939); Нещадим П. А. (директор, учитель біології), Каліновський (учитель історії), Кащук (завуч, учитель російської мови), Міщенко (учитель математики). Окремо слід згадати Кочубинську Анфію Федорівну (вчительку молодших класів), нагороджену орденом Леніна за педагогічну діяльність.
Нині в місті функціонує дві загальноосвітні школи — спеціалізована школа № 1 та загальноосвітня школа № 2.

## ЗМІ
- Газета «Трибуна хлібороба»
- Газета «Христинівська сорока»

## Спорт
- Стадіон «Колос».

## Відомі люди
Уродженці міста:
- Голего Микола Лукич — український вчений-механік, доктор технічних наук, заслужений діяч науки і техніки УРСР, член-кореспондент НАН України.
- Корнійчук Олександр Євдокимович (* 25 травня 1905 — † 14 травня 1972) — громадський діяч, драматург, публіцист, академік АН СРСР, Герой Соціалістичної Праці[14].
- Костюк Нінель Трохимівна — доктор філософських наук, заслужений працівник культури.
- Лемішенко Андрій Миколайович (1978—2023) — молодший сержант Збройних Сил України, учасник російсько-української війни. Повний кавалер ордену «За мужність».
- Панченко Юхим Миколайович — козак 4-ї Київської дивізії Армії УНР, Герой Другого Зимового походу
- Попик Сергій Іванович (1987—2015)— лейтенант Збройних сил України, учасник російсько-української війни.
- Смірнова Мирослава Михайлівна — український політик, державний діяч. З 22 квітня 2015 року — голова Києво-Святошинської РДА.
- Смешко Ігор Петрович — військовий та державний діяч, військовий інженер, голова Служби безпеки України (4 вересня 2003 — 4 лютого 2005).
- Заблонський Костянтин Іванович — доктор технічних наук, професор, ректор Одеського політехнічного інституту.
- Охріменко Ігор Станіславович — заслужений діяч мистецтв України, хормейстер, диригент, музично-громадський діяч.

Міські голови:
- Наконечний Микола Петрович (24 червня 1962—17 лютого 2013), міський голова з 2006 до раптової смерті 17 лютого 2013 року[15].

## Галерея

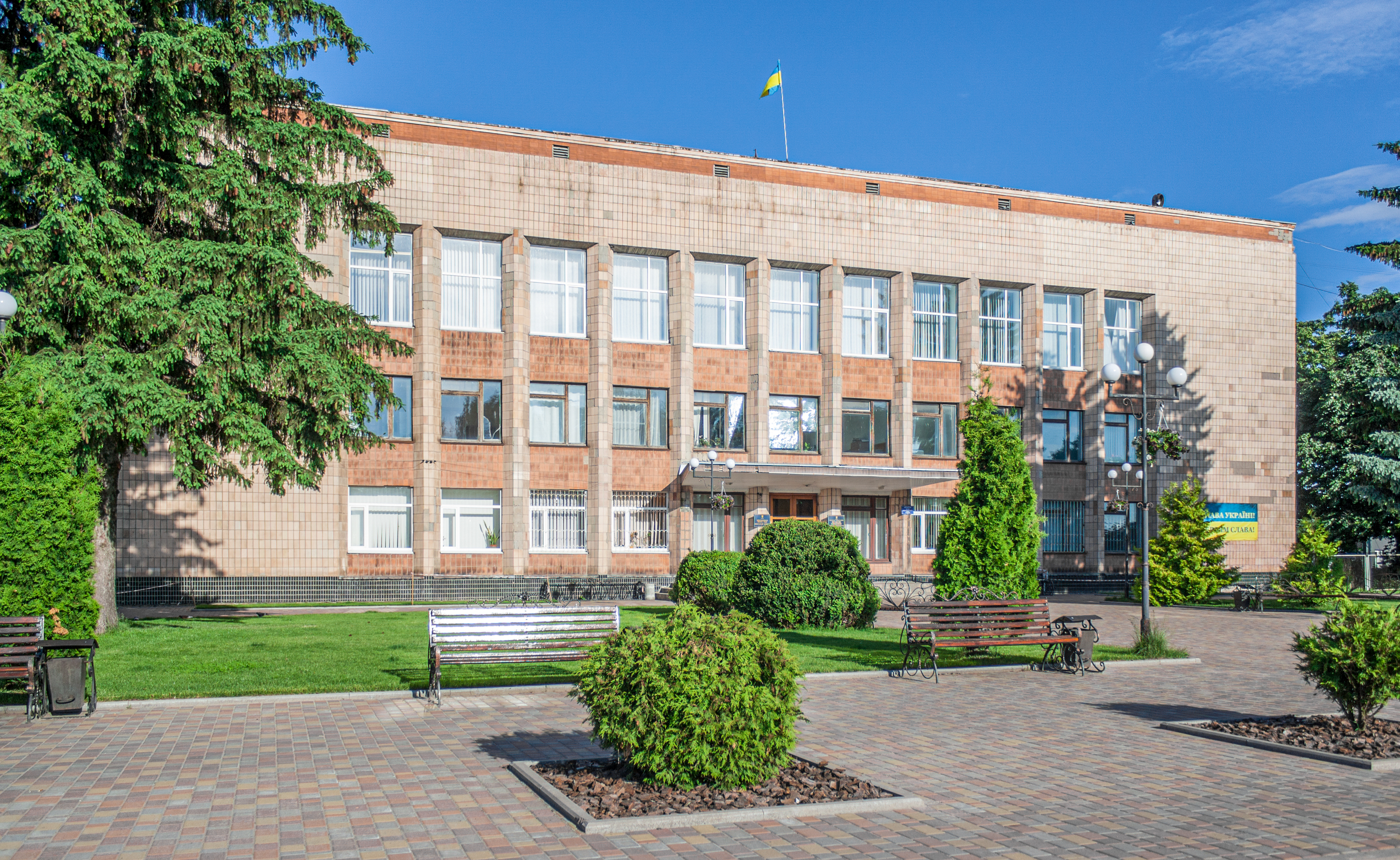
Міська рада
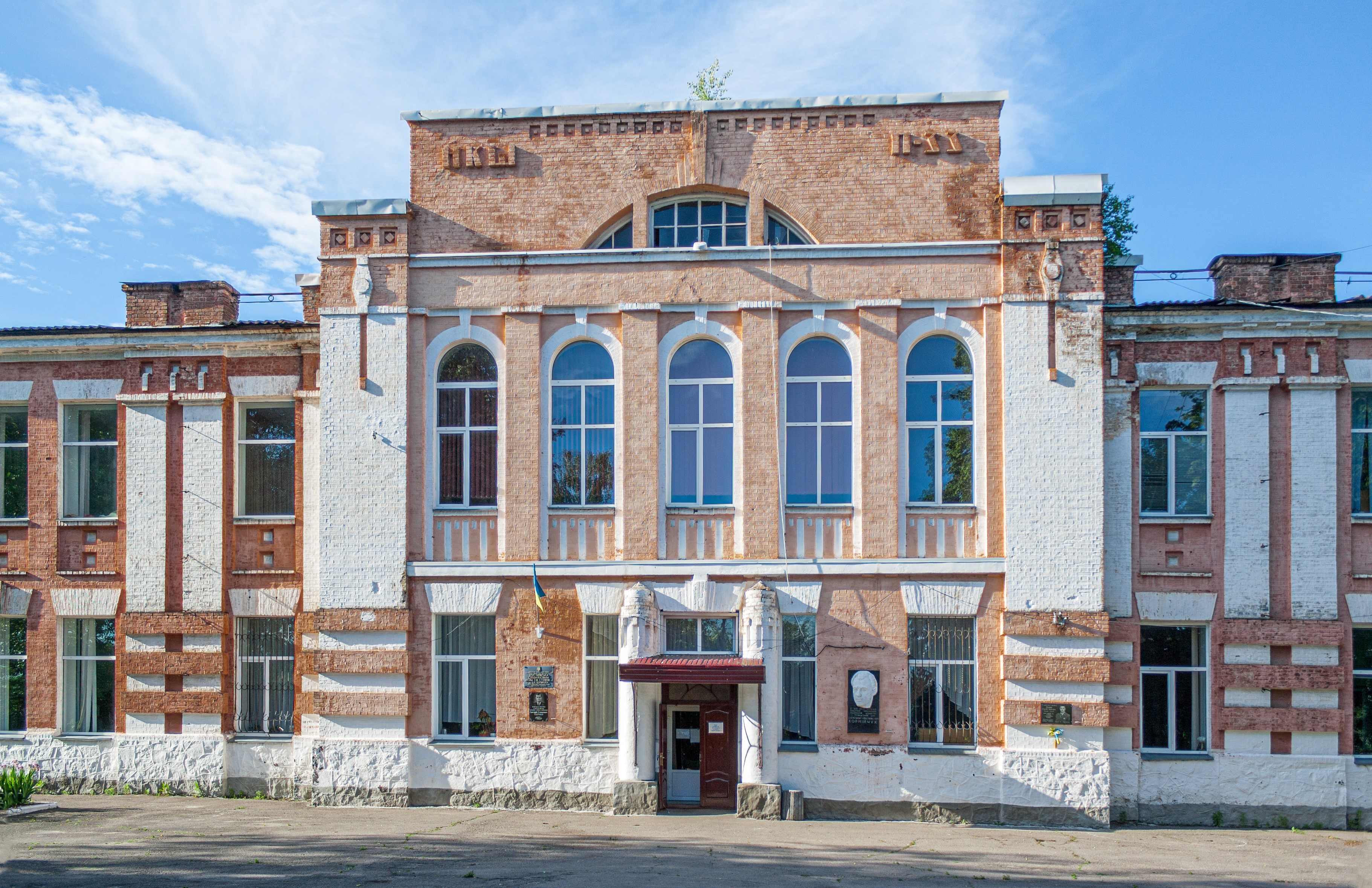
Школа № 1
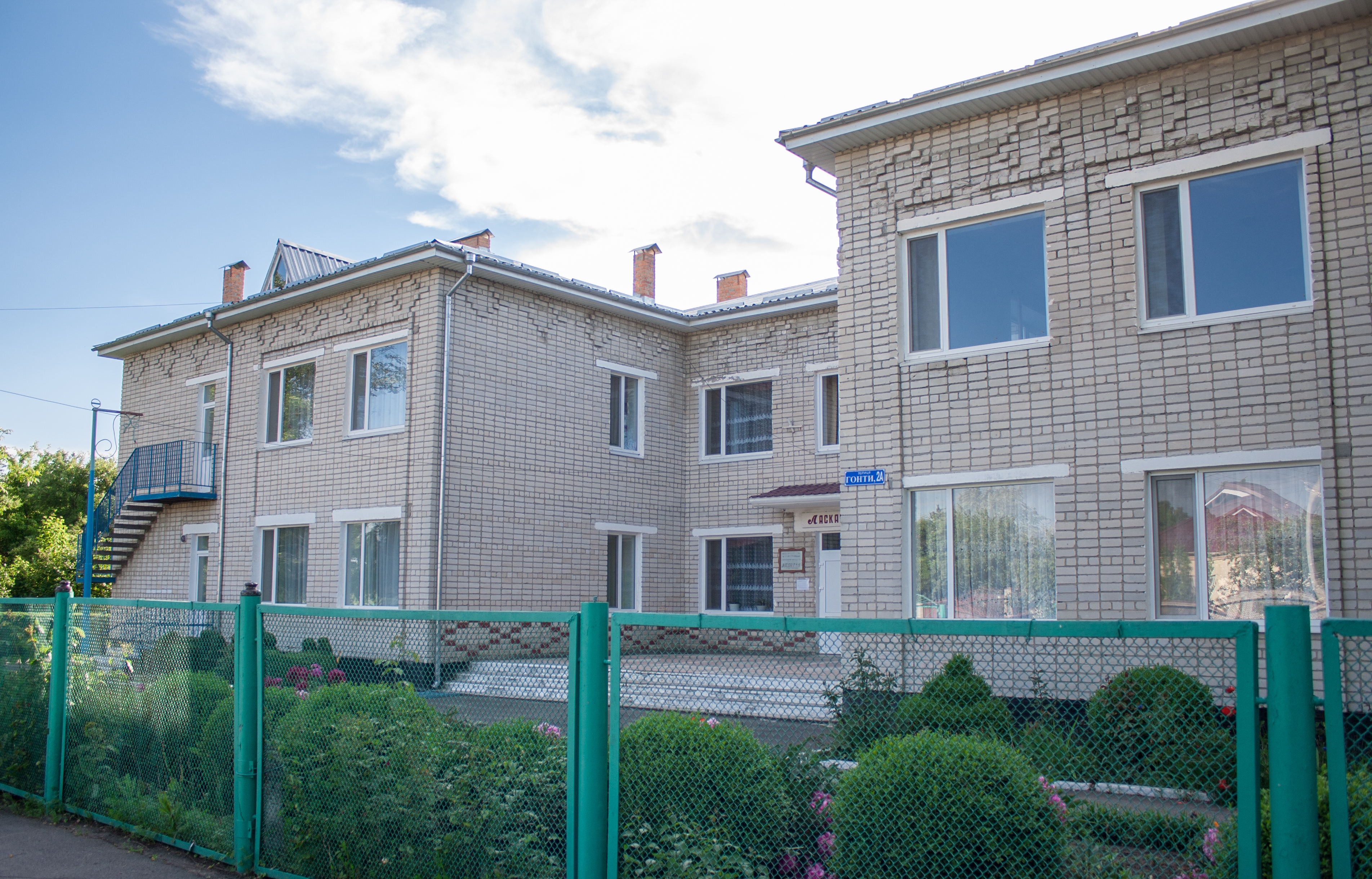
Дитсадок № 2 «Малятко»
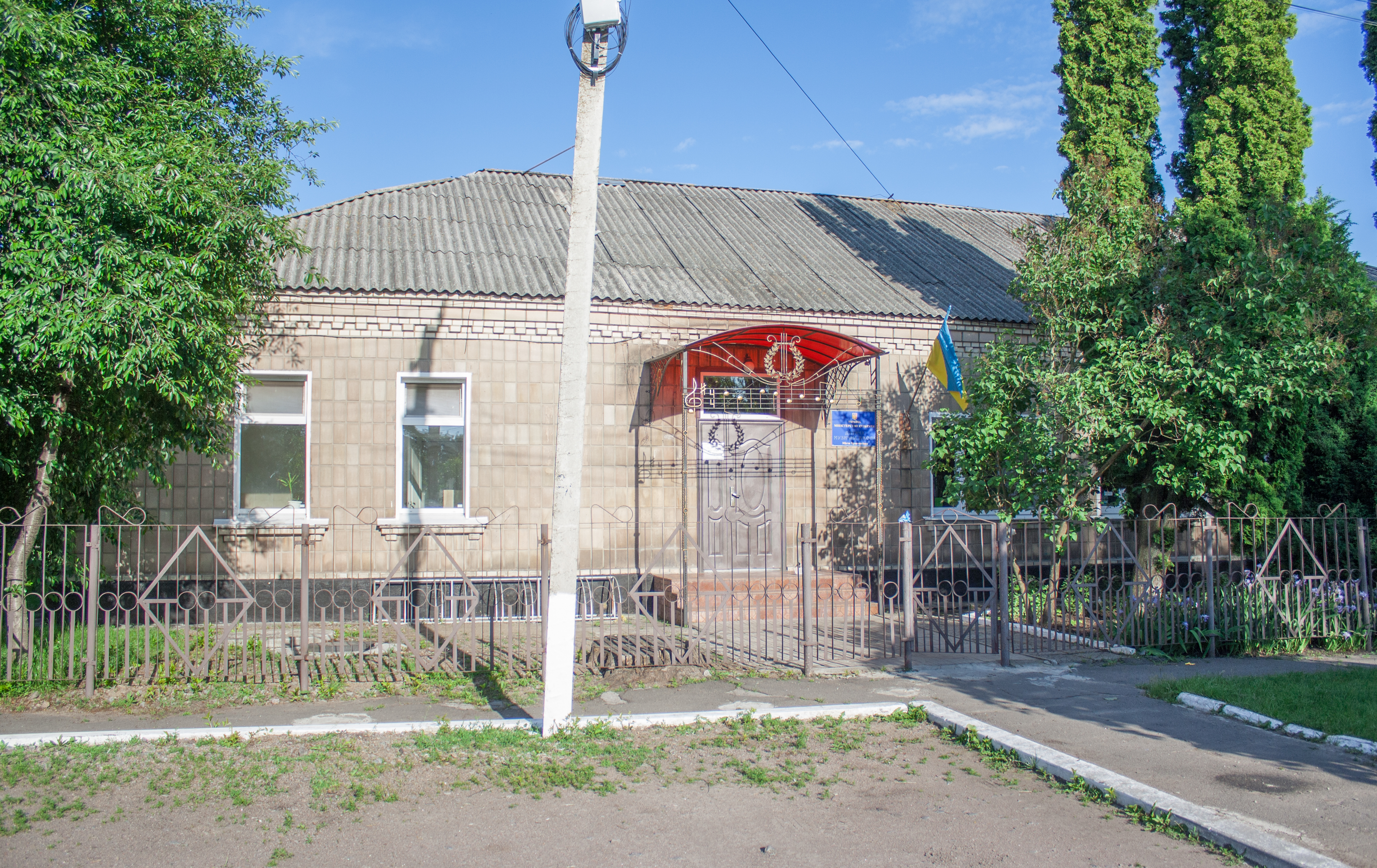
Дитяча музична школа
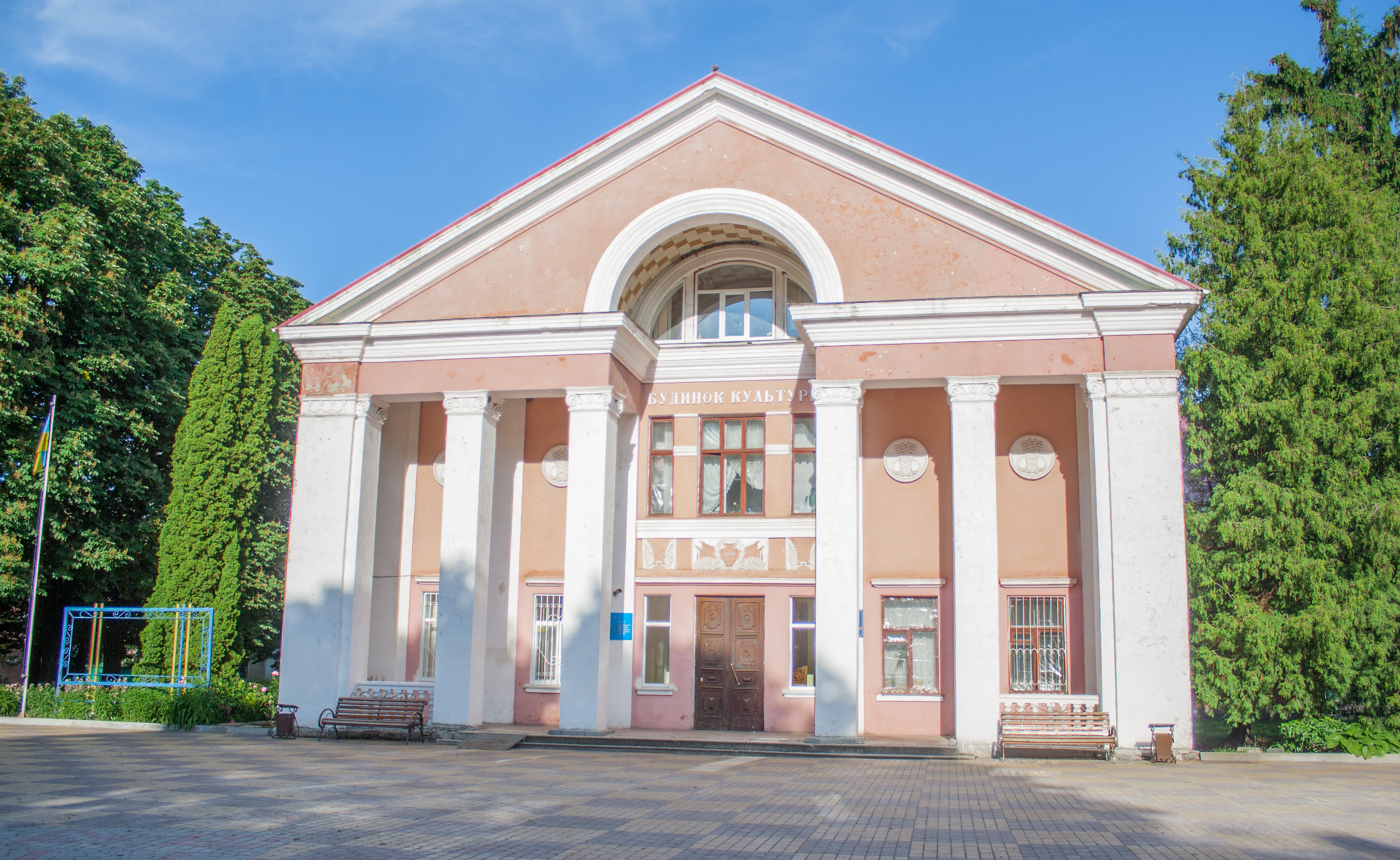
Будинок культури
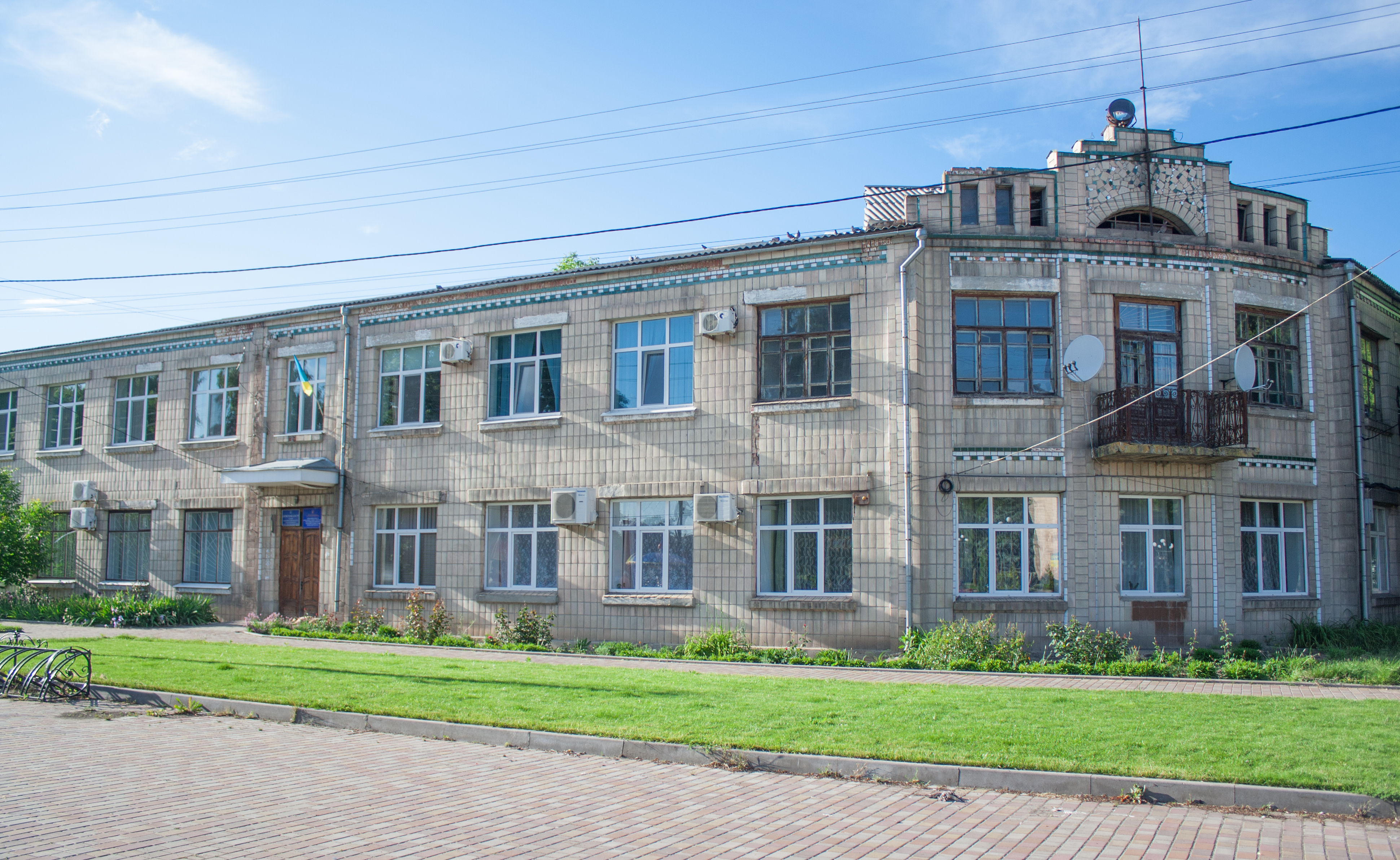
Адміністративна будівля
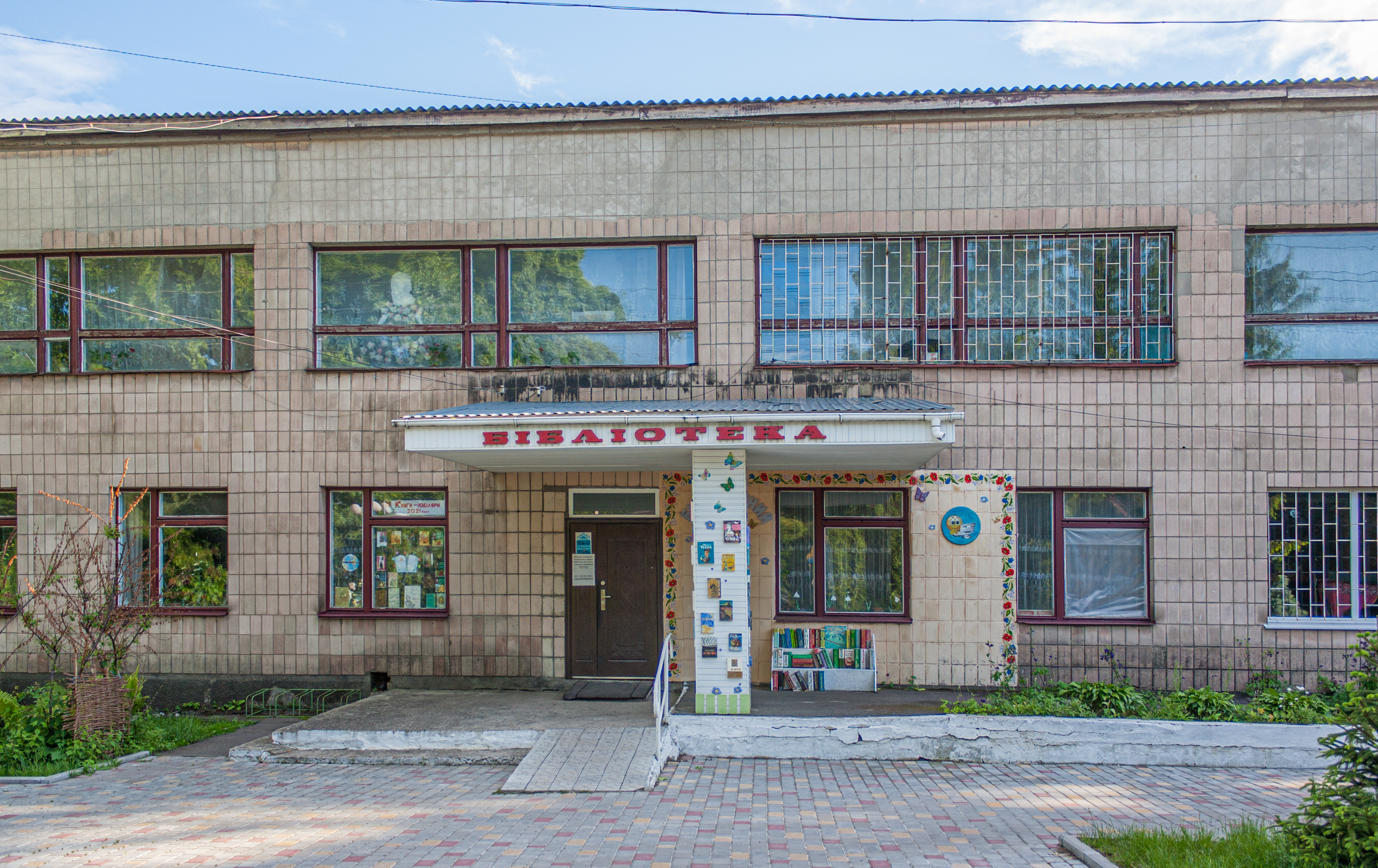
Бібліотека
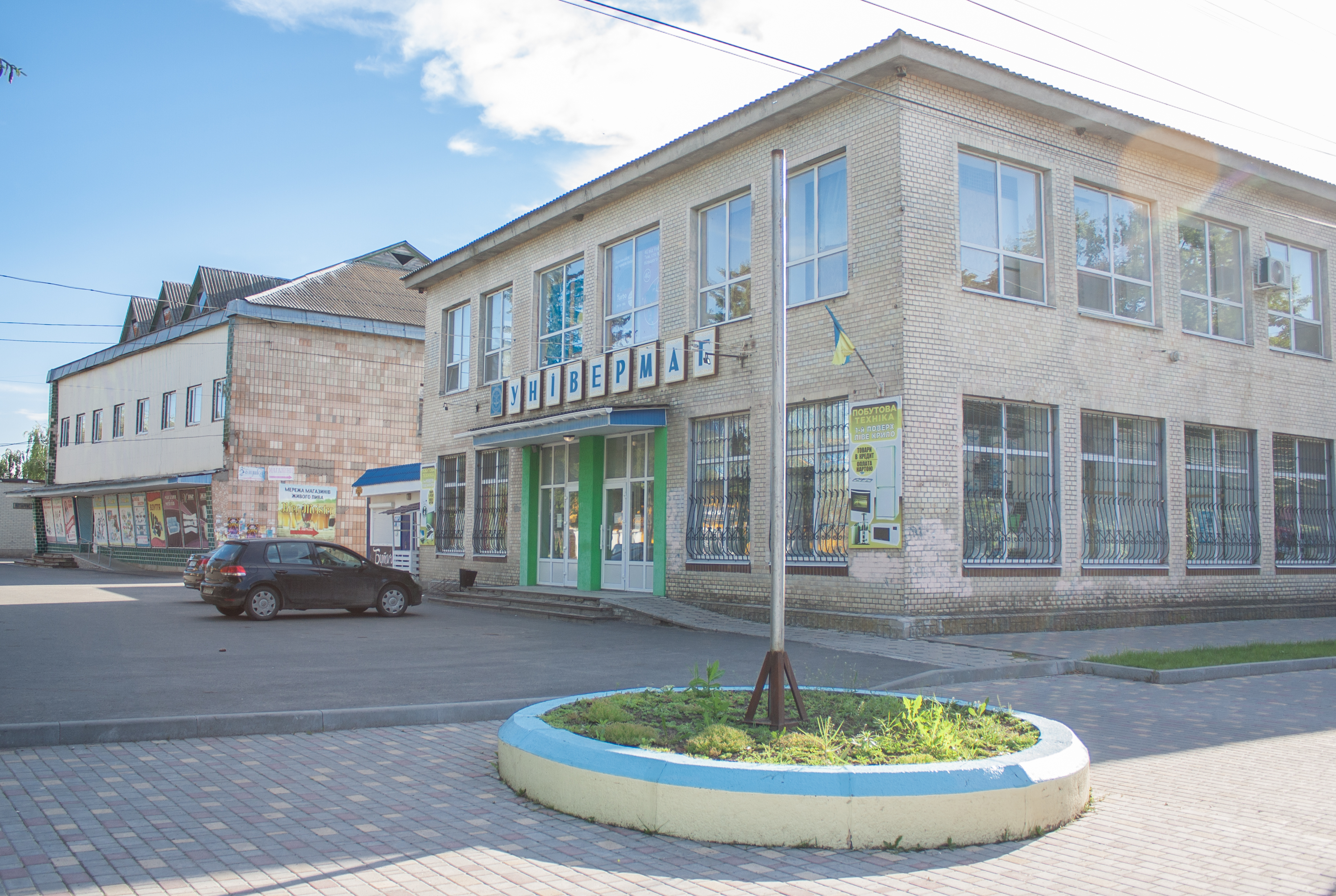
Універмаг
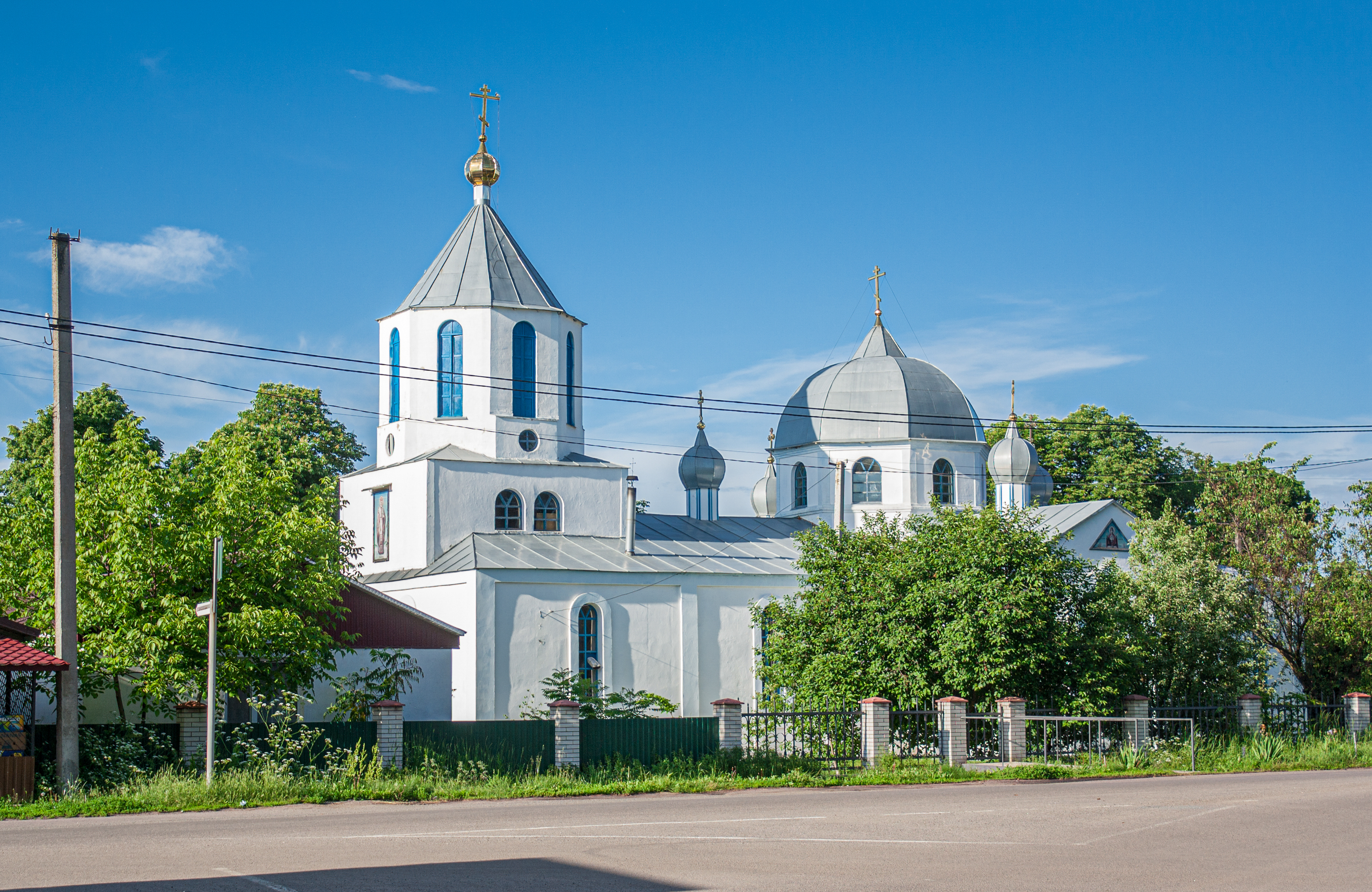
Церква
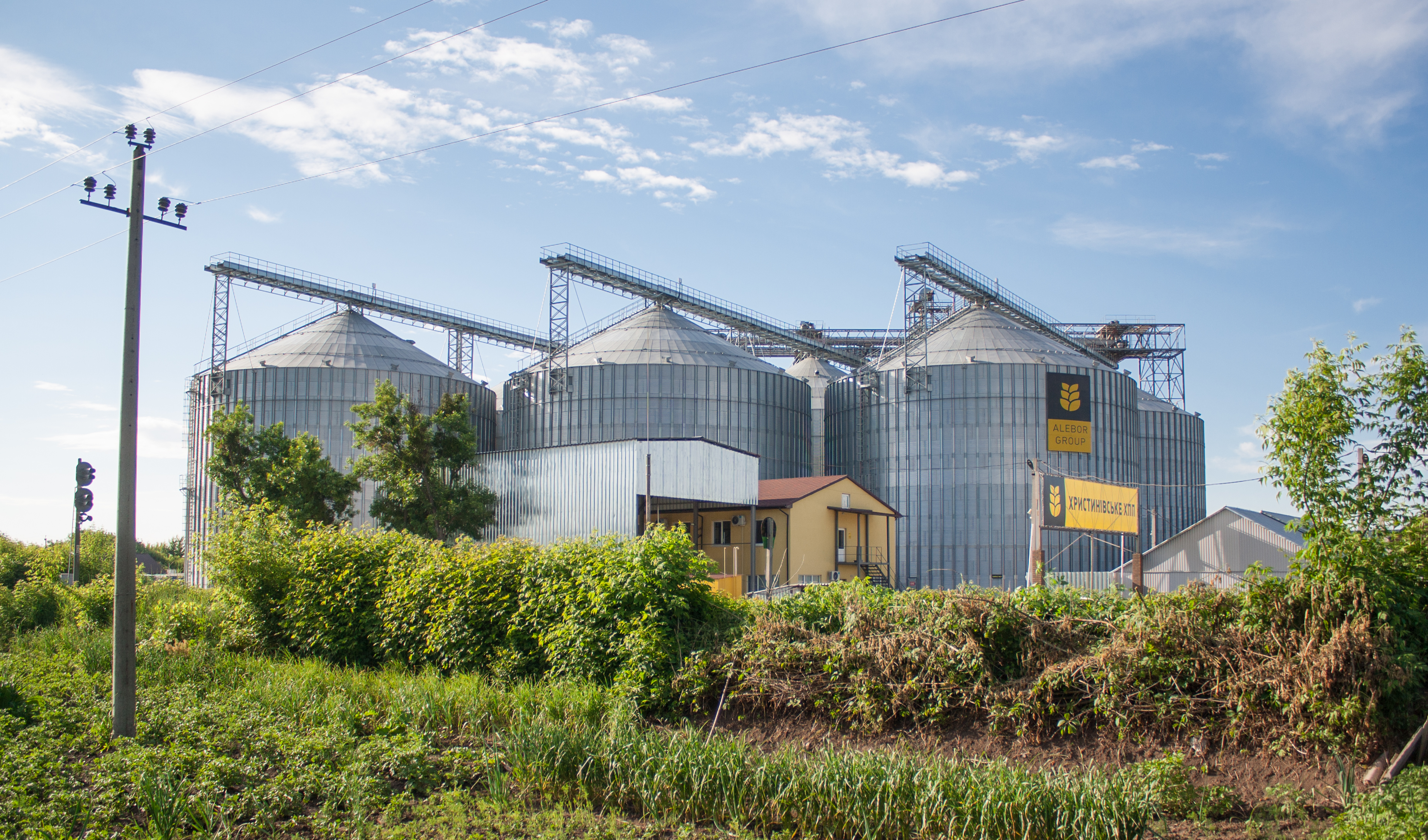
Елеватор
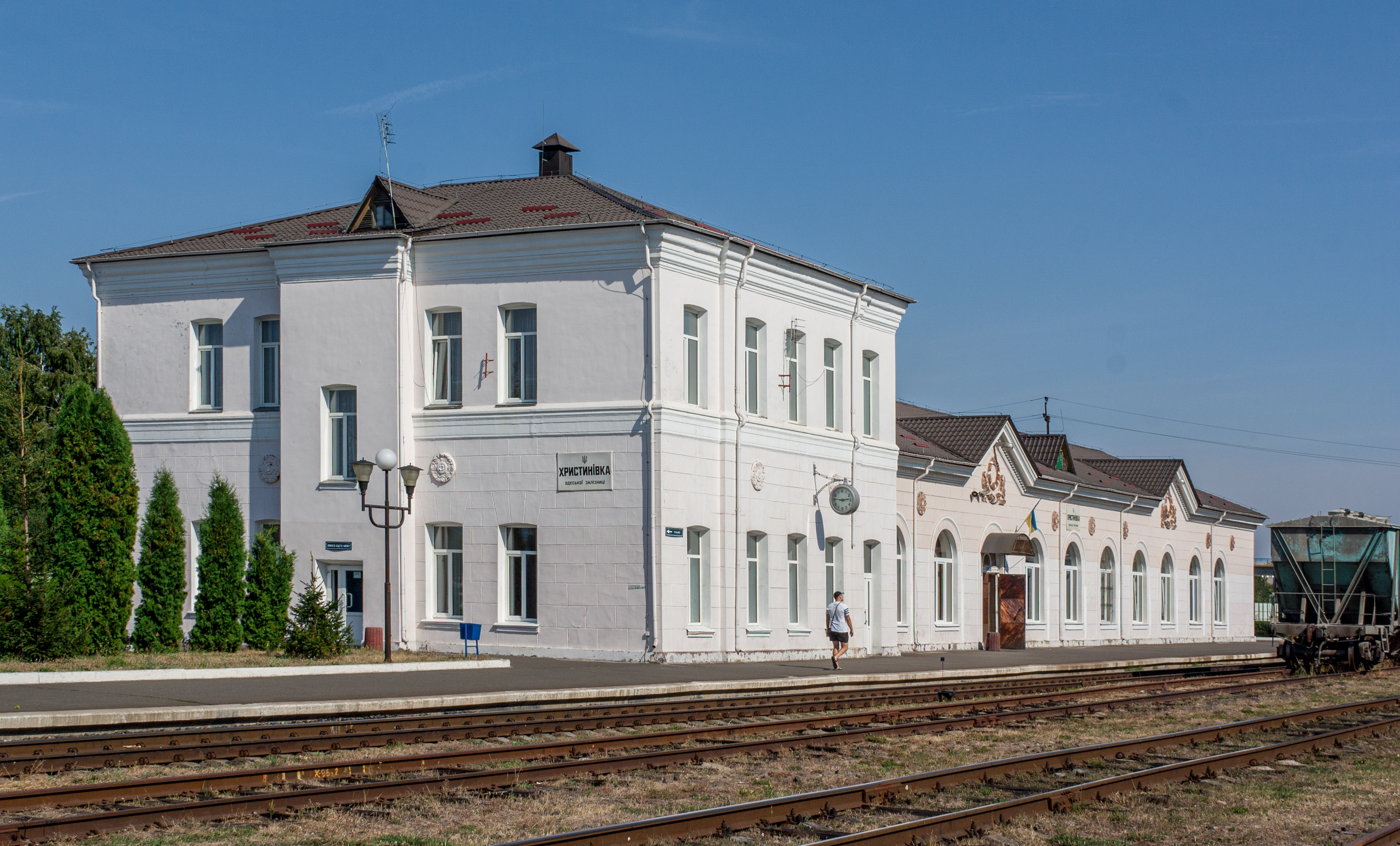
Залізничний вокзал